# Céramique grecque antique
Sauf précision contraire, les dates de cet article sont sous-entendues « avant l'ère commune », c'est-à-dire « avant Jésus-Christ ».

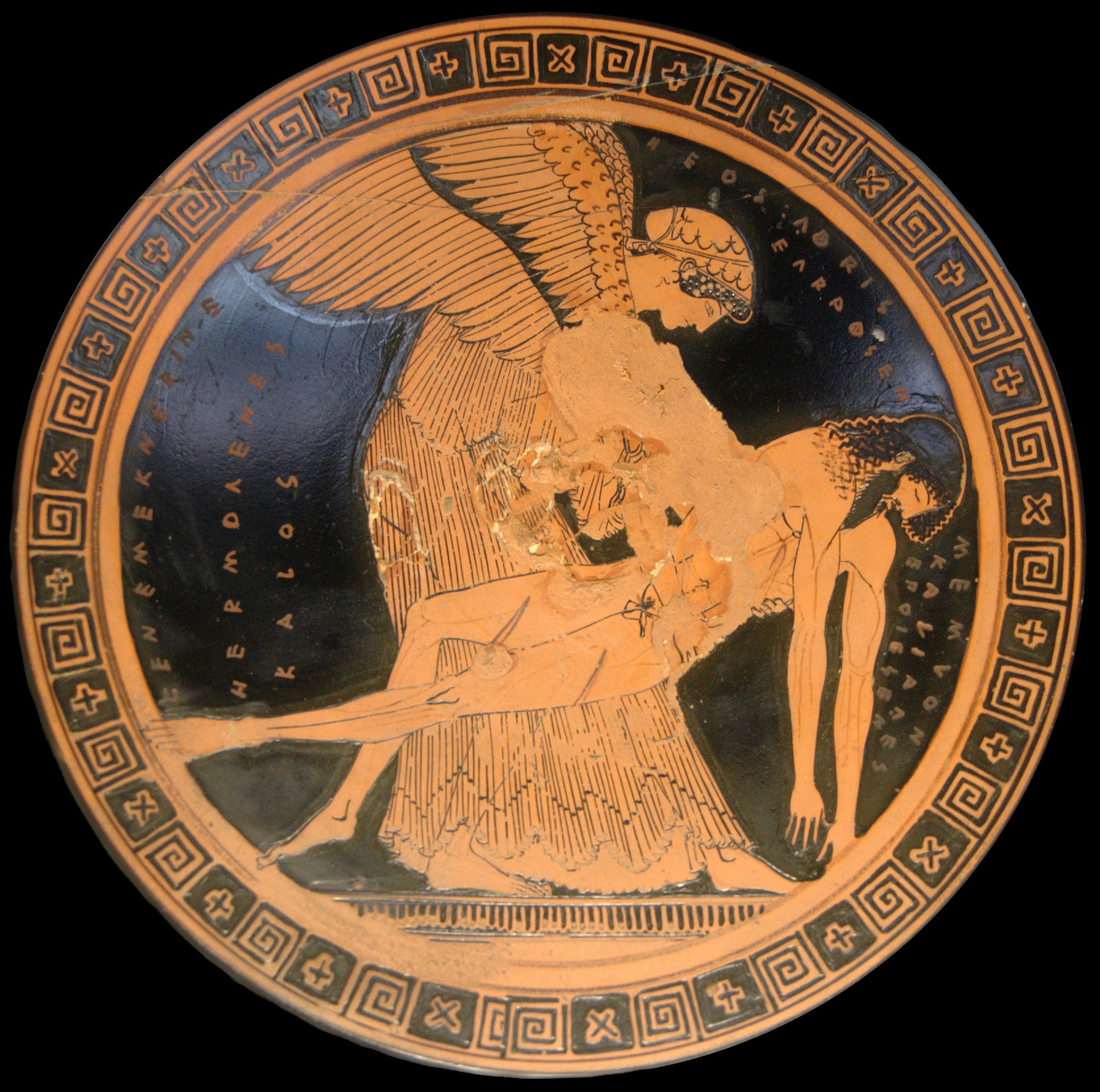
Éos soulevant le corps de son fils Memnon, médaillon d'une coupe attique à figures rouges de Calliadès (potier) et Douris, v. 490--480, musée du Louvre

Diagramme des parties d'un vase athénien typique, dans ce cas, un cratère à volutes

Né au Proche-Orient, l'art de la céramique atteint en Grèce antique un haut niveau de qualité artistique. Il est également un témoignage majeur sur la vie et la culture des anciens Grecs. Les vases grecs nous sont parvenus en grand nombre : même si cela ne représente probablement qu'une part infime de la production de l'époque, plus de 50 000 vases en provenance de la seule Athènes subsistent aujourd'hui.
Les vases peints étaient principalement utilisés dans la vie quotidienne des familles les plus aisées, voire aristocratiques, dans le cadre du banquet ou pour la toilette. Certains étaient aussi choisis pour honorer les dieux ou les morts. Une céramique commune a été utilisée au quotidien. Elle fait l'objet de recherches de plus en plus approfondies. Ces céramiques peintes constituent la part la plus importante de la peinture de la Grèce antique actuellement conservée.

## Peinture

### Style mycénien

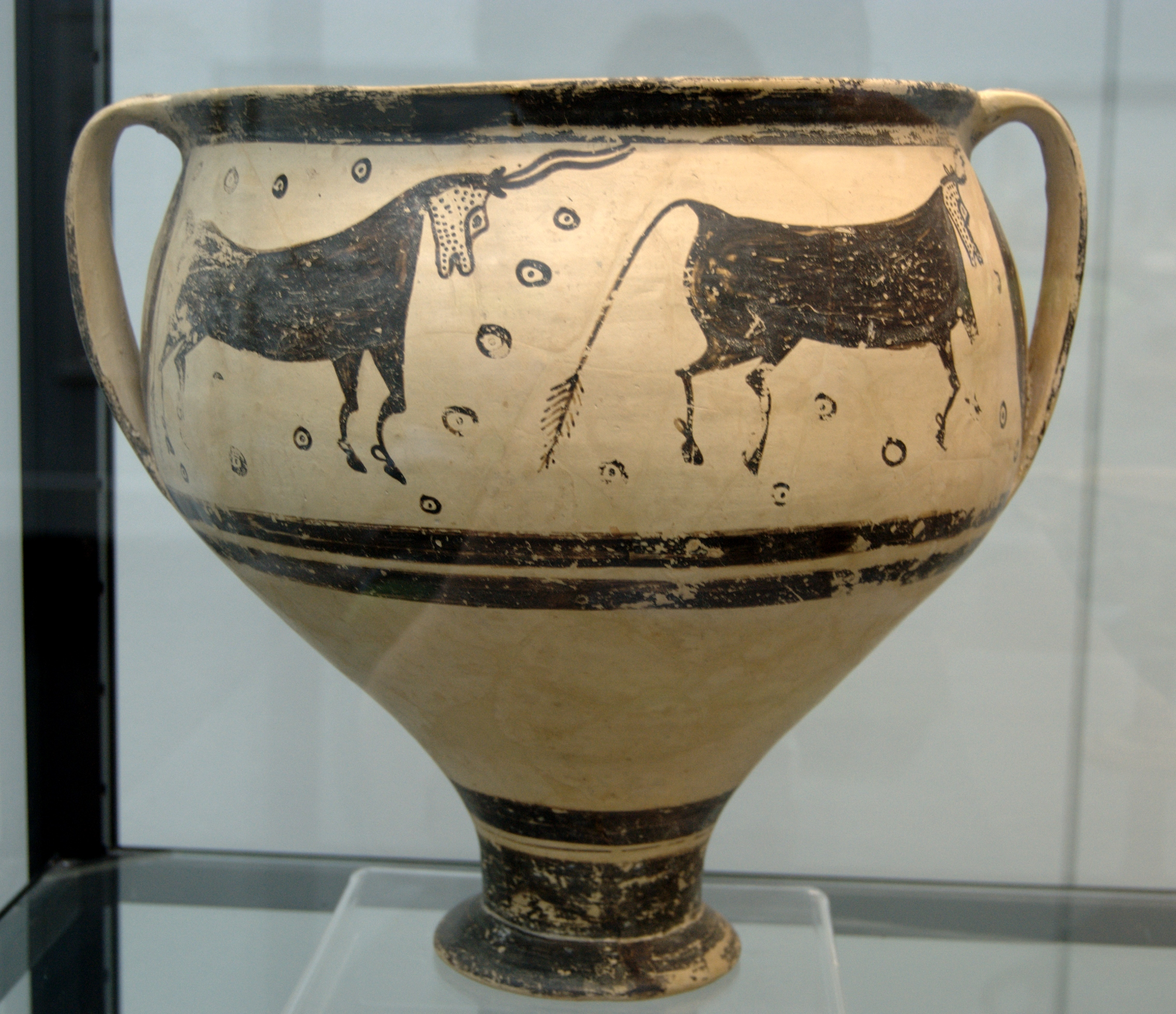
Céramique mycénienne, v. 1300-1200

Les vases de style mycénien représentent souvent des formes de vie marine qui sont presque toutes représentées (poulpes, poissons, dauphins, éponges...). Ce style perdure après l'effondrement de la civilisation mycénienne, jusqu'à la fin du XIe siècle av. J.-C. ; on parle alors de style submycénien (en).

### Style proto-géométrique

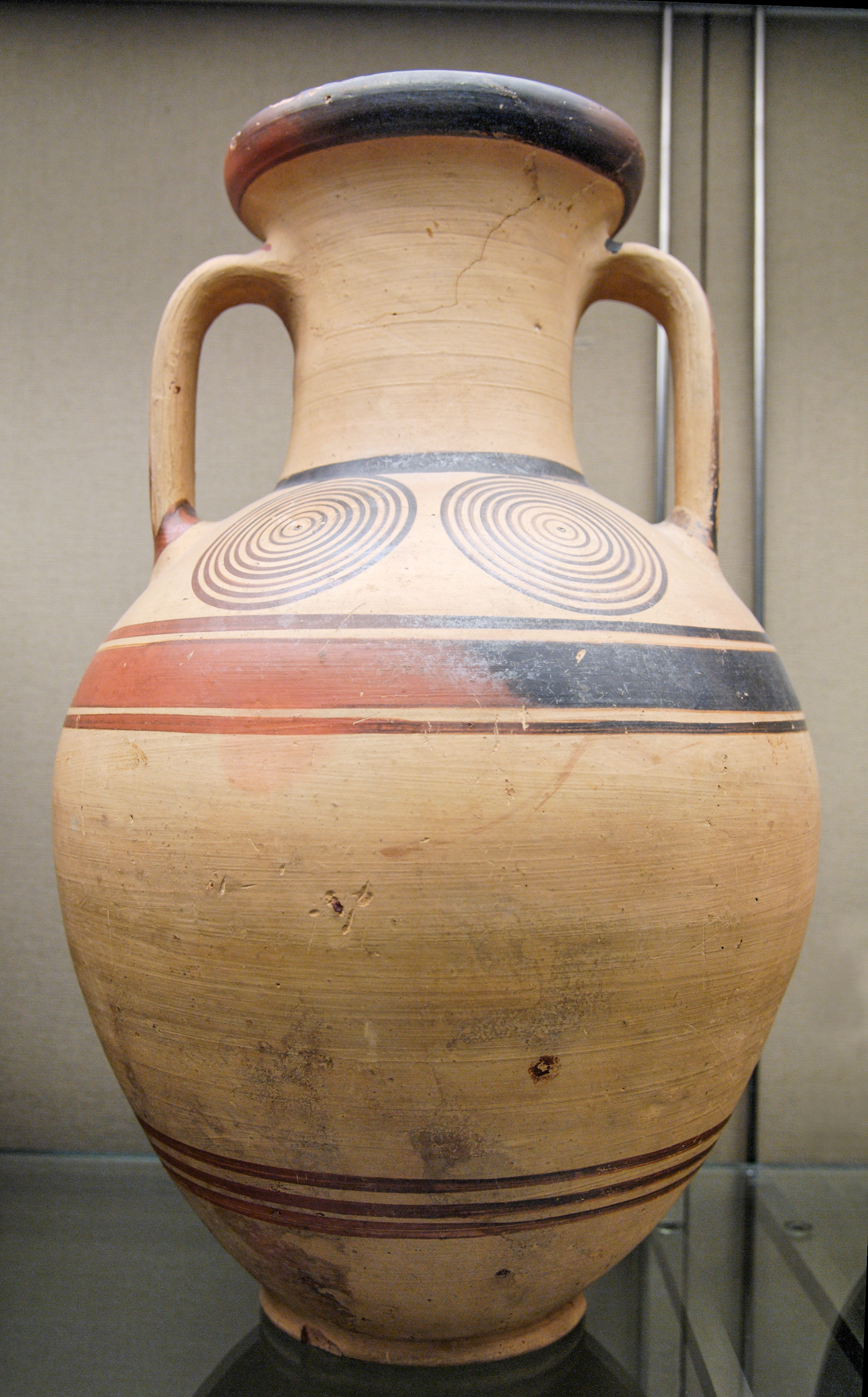
Amphore protogéométrique attique, H. 35 cm., 975-950, British Museum

Les vases de la période protogéométrique (v. 1050-900 av. J.-C.) constituent l'essentiel du témoignage artistique sur le milieu des siècles obscurs. Beaucoup d'autres formes artistiques (gravure de l'ivoire, joaillerie, travail des métaux) subissent une récession similaire à ce qu'a connu la peinture murale mycénienne à partir de la fin du XIIe siècle.
Au contraire, la production céramique se réveille d'abord à Athènes à la fin du XIe siècle. Les vases sont décorés de motifs en vernis noir brillant issu de l'âge du bronze grec : la technique avait été pratiquée par les Mycéniens. Les poteries sont tournées sur un tour plus rapide qu'auparavant. EIles reprennent parfois des motifs mycéniens (lignes ondulantes tracées à la main), mais de nouveaux motifs (demi-cercles, cercles concentriques) sont dessinés avec davantage de soin, au compas portant un peigne aux multiples brosses, de largeur identique et placées à égale distance. La décoration reste simple et s'adapte à la forme du vase en en soulignant les formes par des traits horizontaux larges , des bandes noires et de nombreux autres motifs.
Les sites de productions sont répartis en Attique, en particulier le cimetière du Céramique. En Eubée, avec Érétrie et Chalcis, ainsi que le site de Lefkandí qui est un des principaux lieux de provenance des céramiques de cette période et maintient tout au long de cette période des liens avec Chypre et la Crête. On y a notamment découvert une figurine exceptionnelle de centaure, haute de 36 cm (le Centaure Chiron, blessé à la jambe). Ses formes sont très stylisées, et son corps est décoré de hachures et de formes géométriques. Il devait avoir une forte valeur symbolique car on a retrouvé son corps dans une tombe et sa tête dans une autre. D'autres sites se trouvent en Thessalie et en Crète.

### Style géométrique

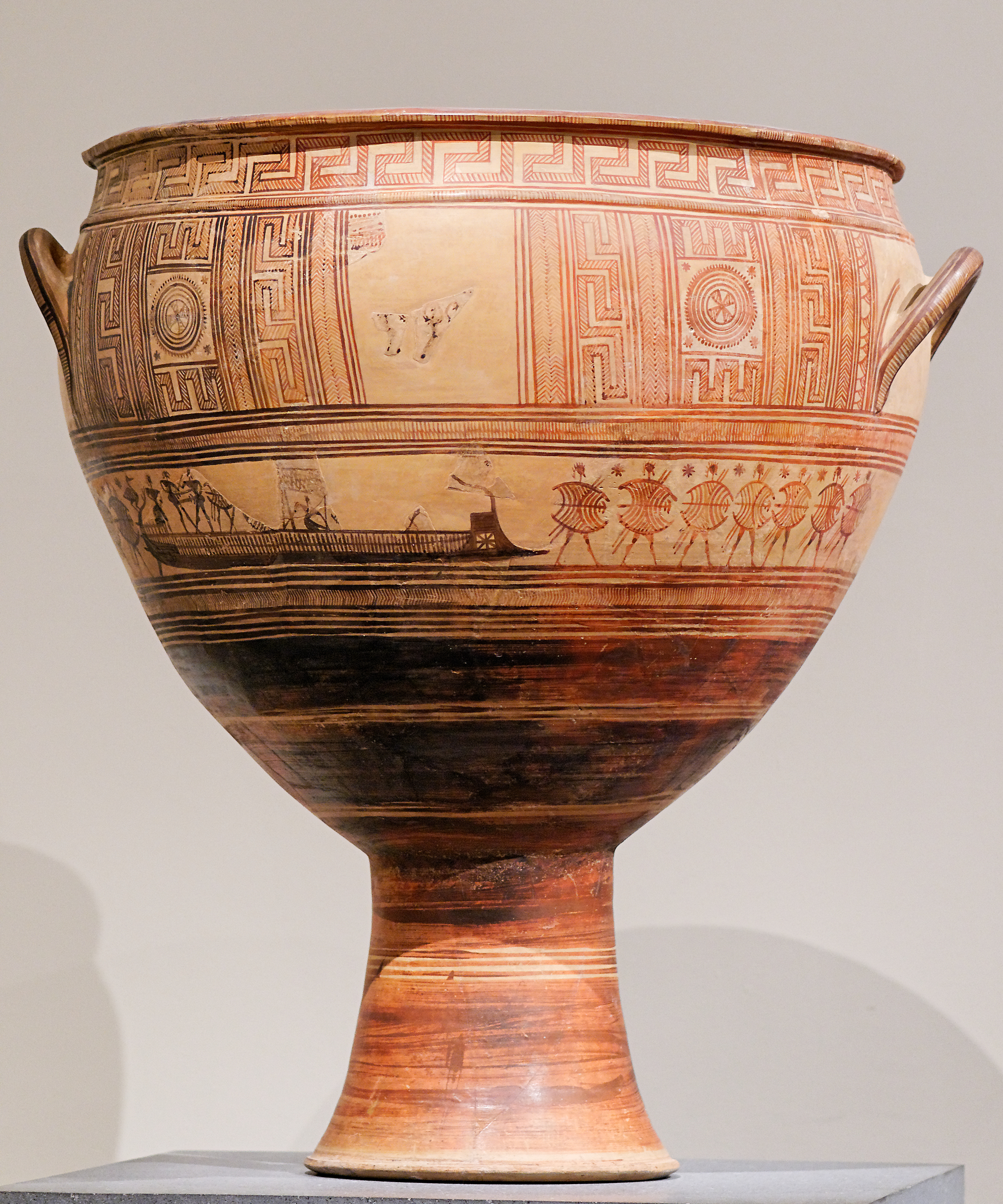
Cratère aux navires et guerriers. H. 99, D. 94 cm. Attique, géométrique moyen, v. 800-775, Metropolitan Museum of Art

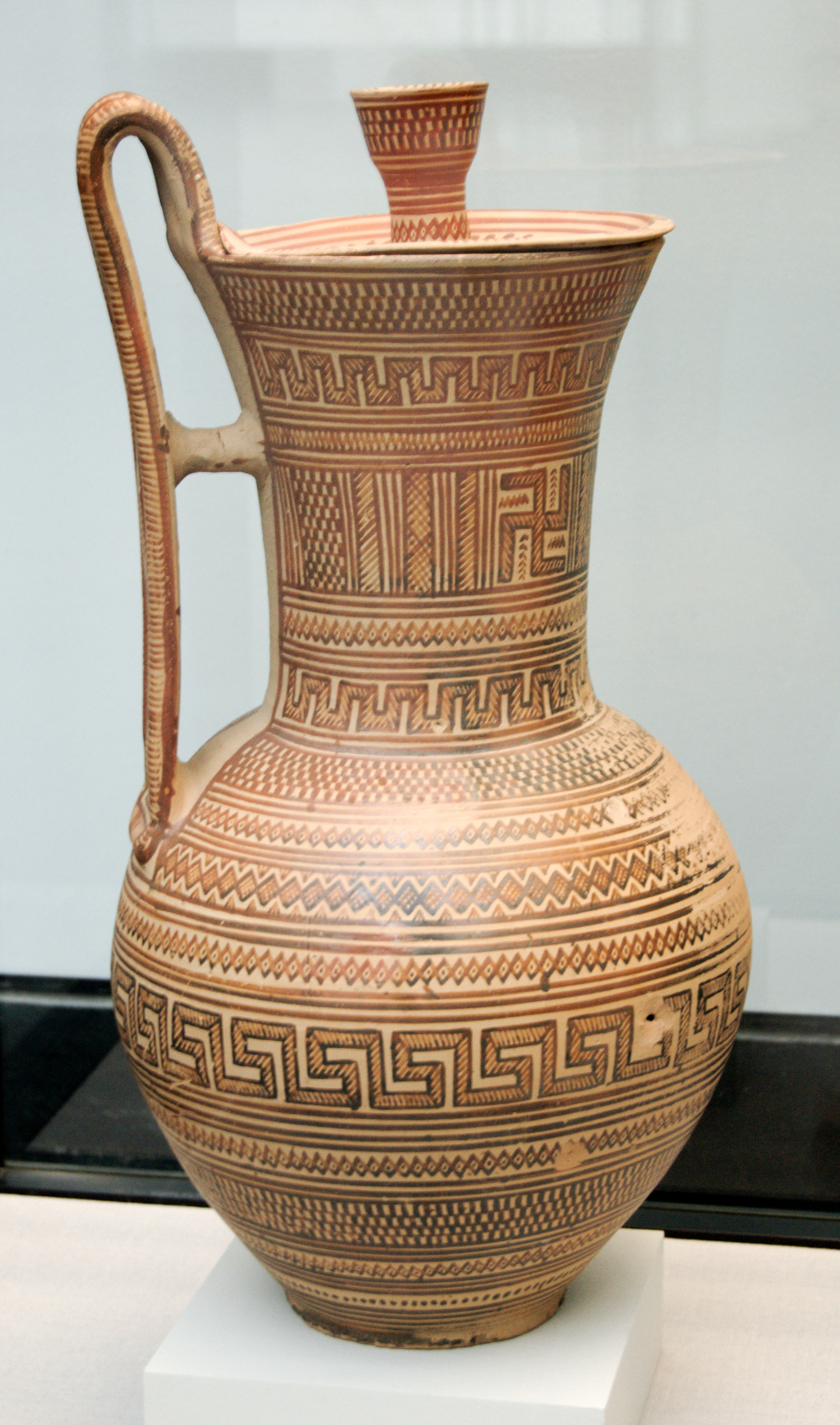
Cruche attique. Géométrique Récent I, v. 740, style tapis. Staatliche Antikensammlungen

L'art géométrique fleurit environ de 900 à 700 avant notre ère. Il se caractérise par de nouveaux motifs, rompant avec l'iconographie minoenne et mycénienne : méandres et grecques, triangles et autres motifs géométriques (d'où le nom de la période). Ils sont disposés en bandes séparées des zones noires par des triples lignes. Au fil du temps, l'équilibre entre bandes décorées et bandes sombres est rompu en faveur du décor : les méandres et autres motifs finissent par recouvrir tout le vase.
Alors qu'au Géométrique Ancien (environ 900-850 av. J.-C.) on ne trouve que des motifs géométriques, dans ce qu'on appelle le style du « Dipylon noir », qui se caractérise par un usage extensif du vernis noir, au Géométrique Moyen (env. 850-770 av. J.-C.), la décoration figurative fait son apparition : ce sont d'abord des frises d'animaux identiques (chevaux, cerfs, chèvres, oies, etc.) qui alternent désormais avec des bandes de motifs géométriques. Parallèlement, le décor se complique et devient de plus en plus foisonnant : le peintre répugne à laisser des zones vides et les remplit de rosettes ou de svastikas décoratifs. Cette conception du rapport entre l'espace à peindre et la peinture relève de ce que les anciens appelaient « l'horreur du vide », et ne cessera qu'avec l'époque géométrique.
Au milieu du siècle, au Géométrique Récent, apparaissent des figures humaines. Les représentations les plus connues sont celles des vases trouvées au Dipylon, l'un des cimetières d'Athènes. Ces grands vases funéraires montrent principalement des défilés de chars ou de guerriers ou encore des scènes funéraires : πρόθεσις / próthesis (exposition et lamentation du mort) ou ἐκφορά / ekphorá (transport du cercueil au cimetière). Les corps sont stylisés mais avec des gestes bien identifiables. Dans le cas des soldats, un bouclier en forme de diabolo, surnommé « bouclier Dipylon » en raison de son dessin caractéristique, recouvre la partie centrale du corps. Les jambes et les cous des chevaux, les roues des chars sont représentées les unes à côté des autres. La main d'un peintre de cette époque, appelé à défaut de signature « Maître du Dipylon », a pu être identifiée sur plusieurs céramiques, notamment des amphores monumentales.
À la fin de la période apparaît, exceptionnellement dans le groupe de Thapsos, la figure mythologique du centaure. Cependant certains savants, très influencés par Homère, surinterpètent les scènes où les indices manquent pourtant totalement. La surinterprétation constitue là un risque pour l'observateur moderne : un affrontement entre deux guerriers peut être aussi bien un duel homérique qu'un simple combat ; un bateau échoué peut représenter le naufrage d'Ulysse ou de n'importe qui. Un fragment de vase géométrique de Grande-Grèce (Pithécusse) montre l'une des plus anciennes représentations de naufrage, qui semble bien lié à la vie réelle et non à une quelconque narration. Les naufragés sont nus, certains en train de nager, d'autres flottent parmi les poissons et l'un d'eux se fait dévorer par un requin. Ce fragment a été déposé sur un bûcher funèbre, il en porte encore les traces.
Des écoles locales apparaissent en Grèce et dans les nouvelles colonies. La production de vases n'a jamais été l'apanage d'Athènes — elle est bien attestée dès la période proto-géométrique à Corinthe, en Béotie, à Argos, en Crète ou dans les Cyclades —, les peintres et potiers se sont longtemps contentés de suivre le style attique. Désormais, ils créent leur propre style : Argos se spécialise dans les scènes figuratives ; la Crète reste attachée à un style géométrique plus strict. D'autres centres, comme Rhodes, les Cyclades et surtout Corinthe multiplient avec soin les méandres, zigzags et chevrons en rangs serrés, et même le décor au peigne.

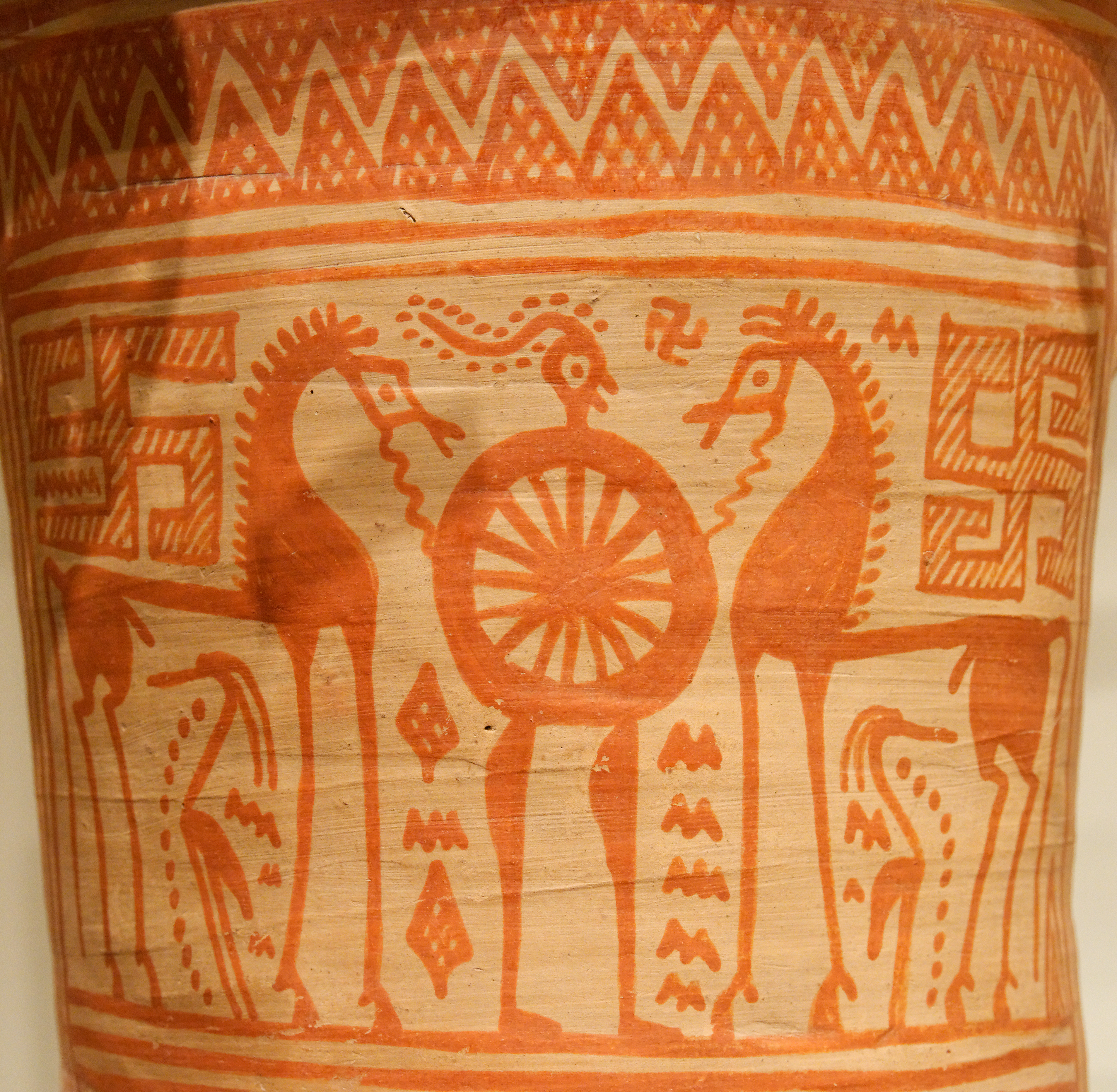
Amphore attique à haut col. Soldat portant un bouclier rond entre deux chevaux, 800-775. Metropolitan Museum of Art
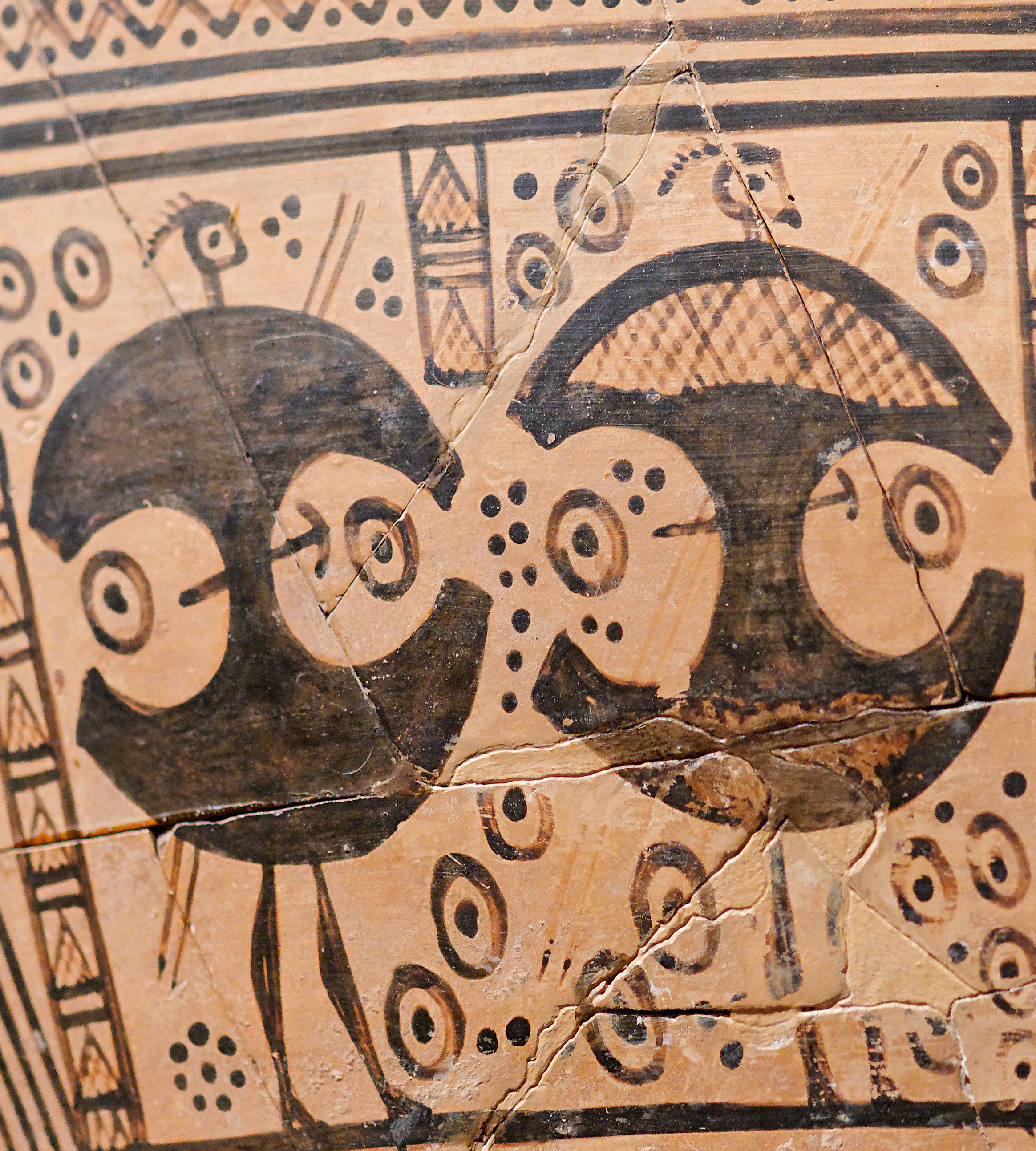
Fantassins portant un bouclier en sablier. Détail d'un cratère attique géométrique, 750-535. Metropolitan Museum of Art
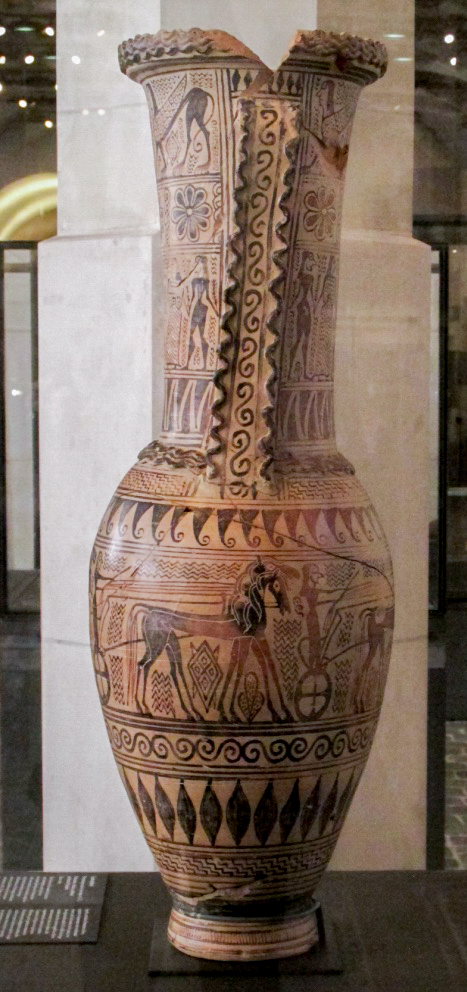
Loutrophore. Protoattique ancien, v. 690. Athènes, terre cuite peinte en noir, attribuée au Peintre d'Analatos[15]. H. 80 cm, D. 27,5 cm. Louvre
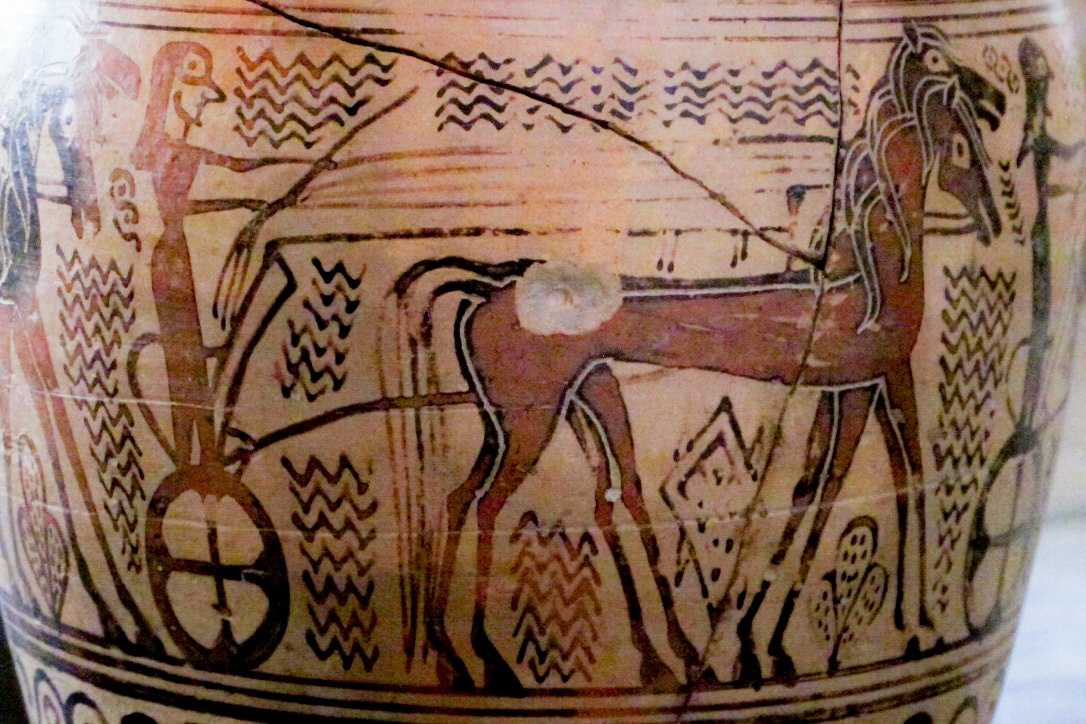
Défilé de biges conduits par des cochers.
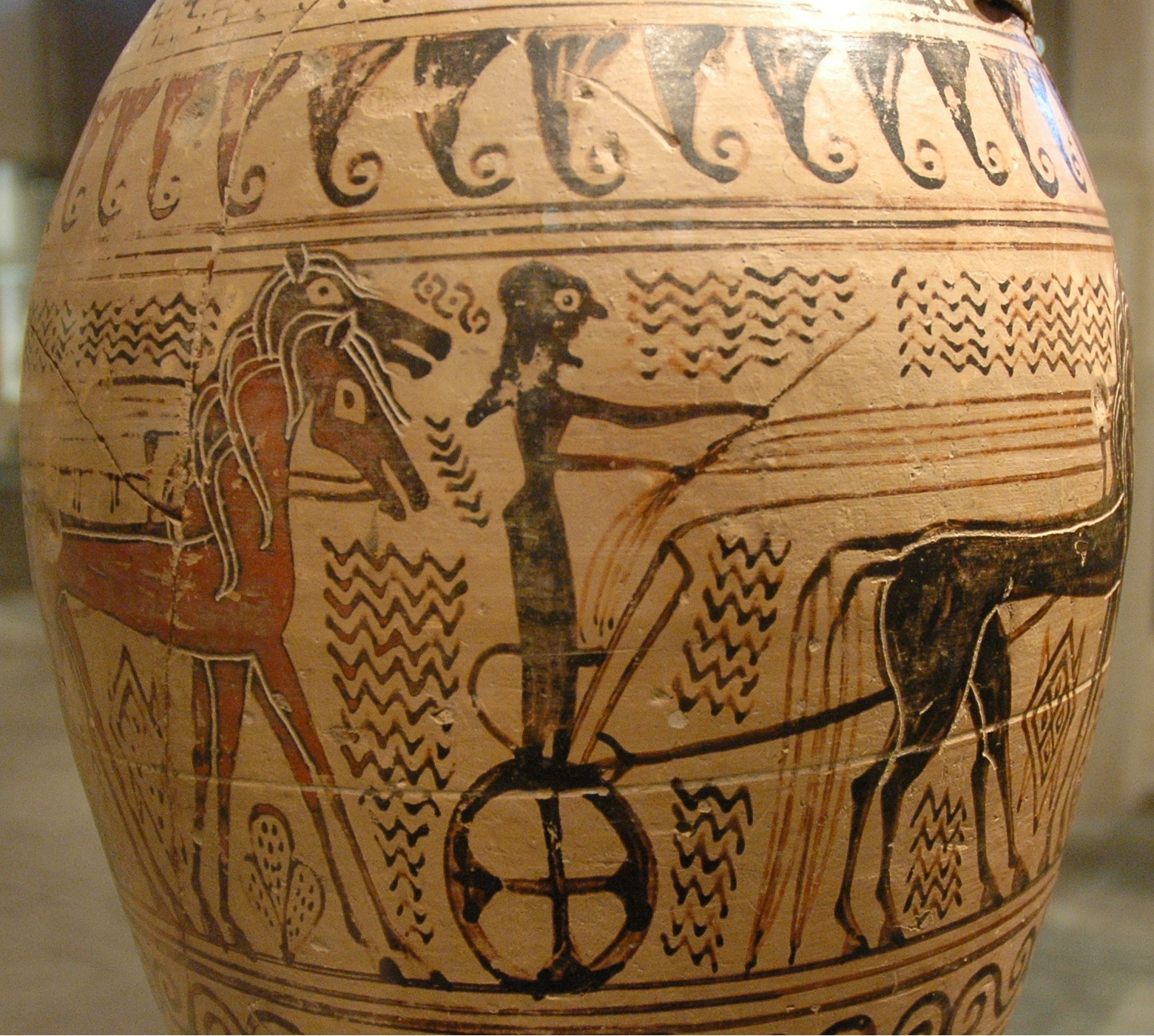
Bige sous une frise décorative.
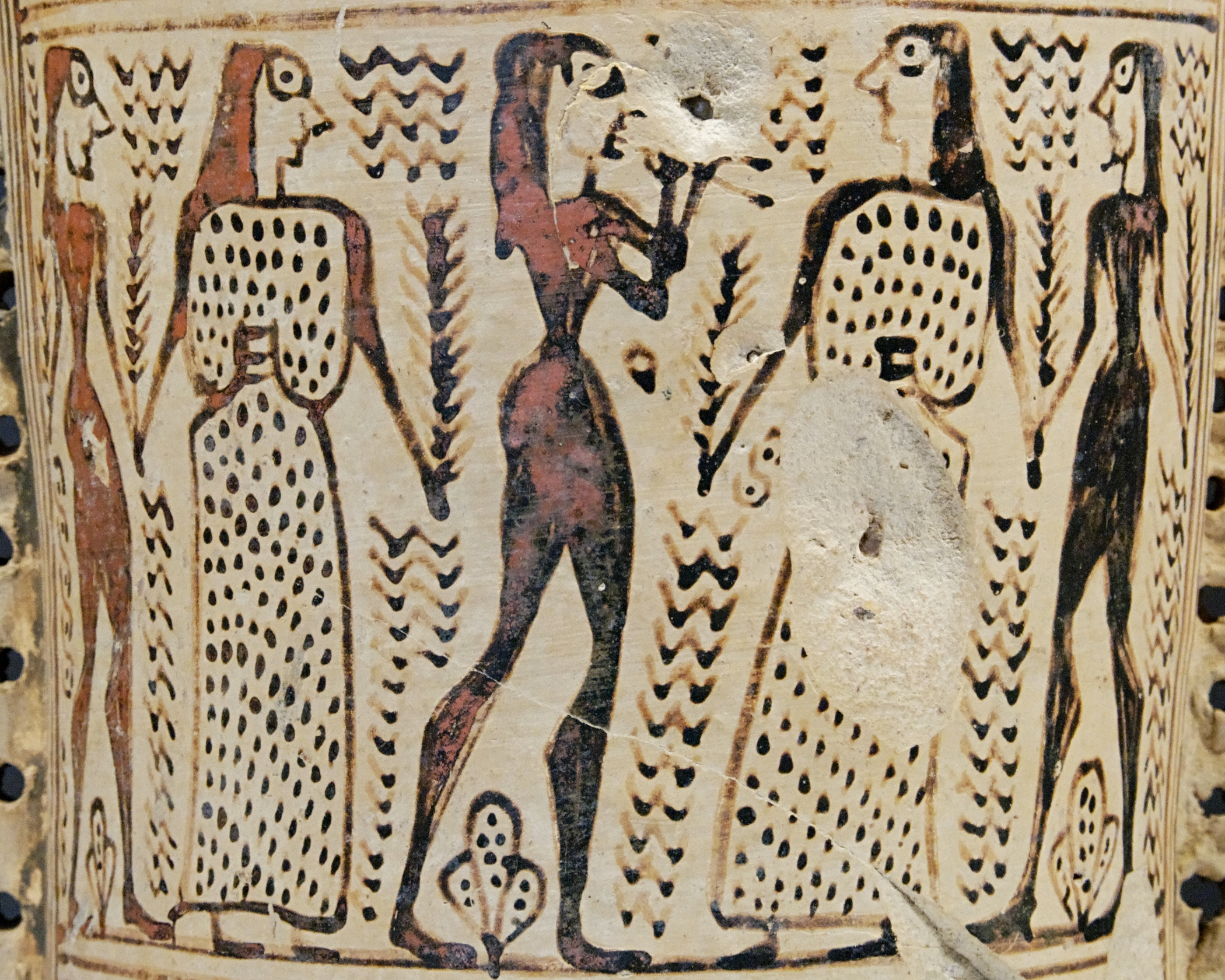
Détail: Hommes en noir et femmes en blanc, participent à une ronde rythmée par un joueur de double flute.

### Style orientalisant

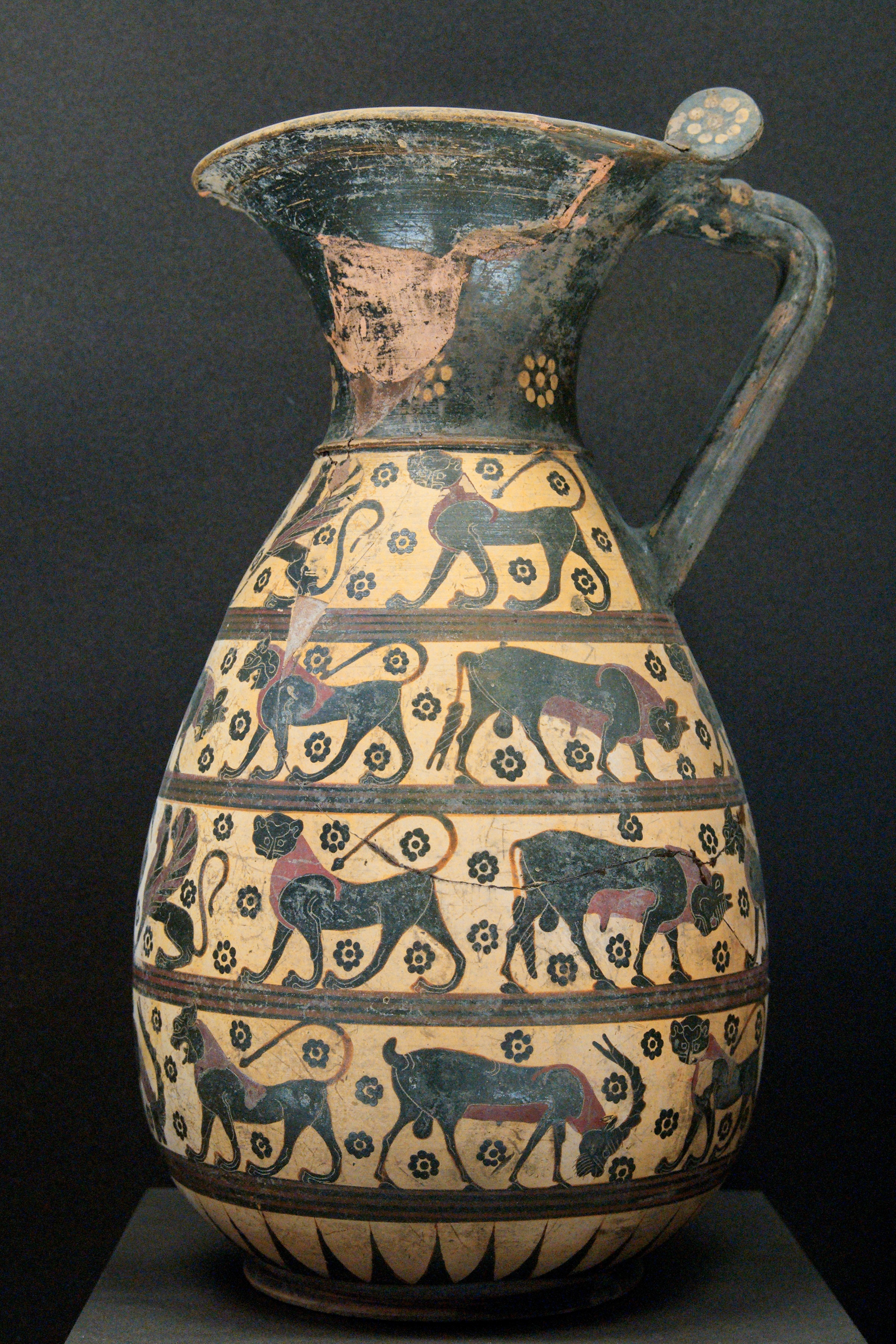
Olpè protocorinthienne aux animaux et aux sphinges, v. 640-630, Louvre
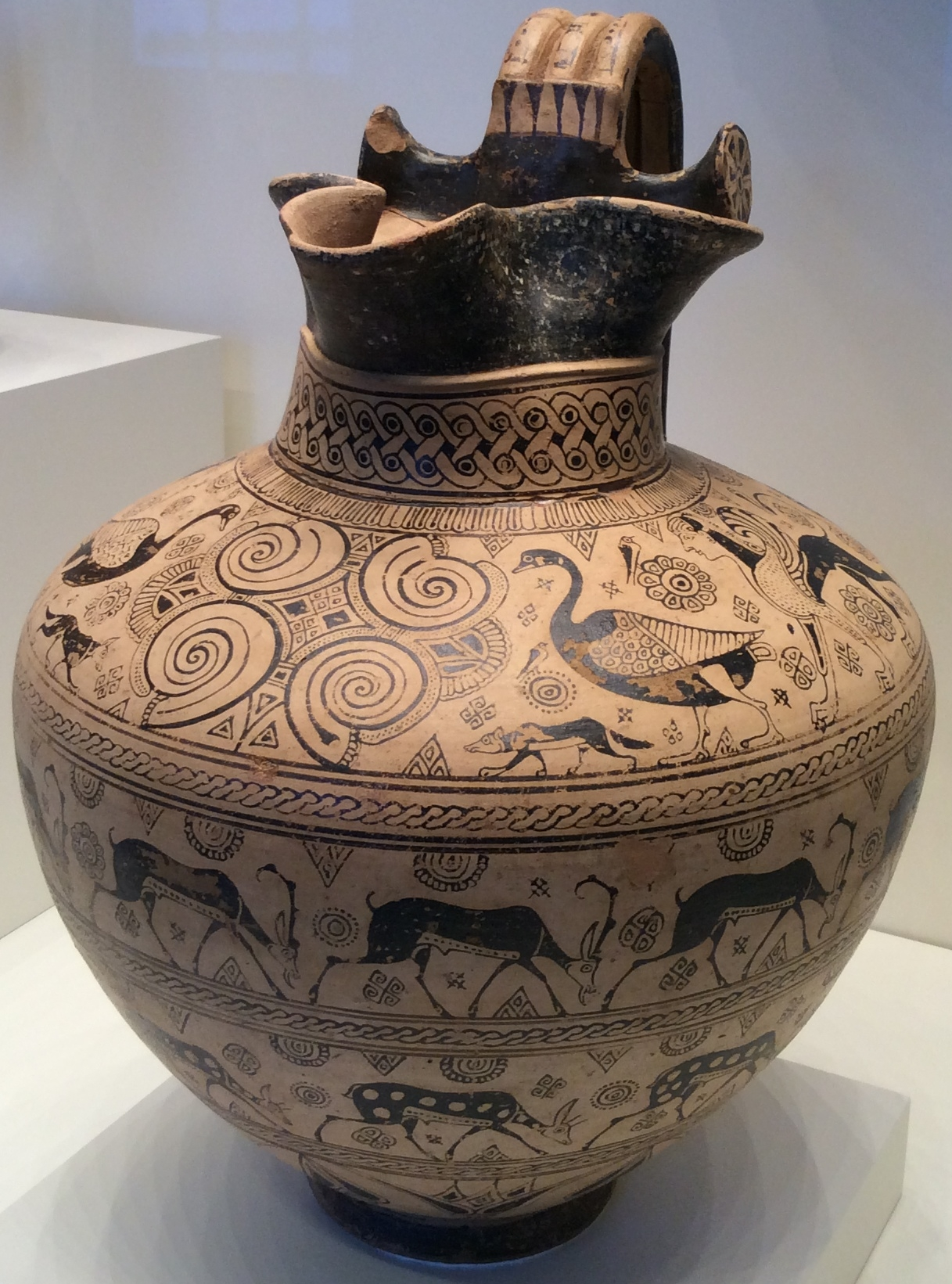
Œnochoe aux animaux paissants, v. 625. Style des « Chèvres sauvages ». Milet. Villa Getty
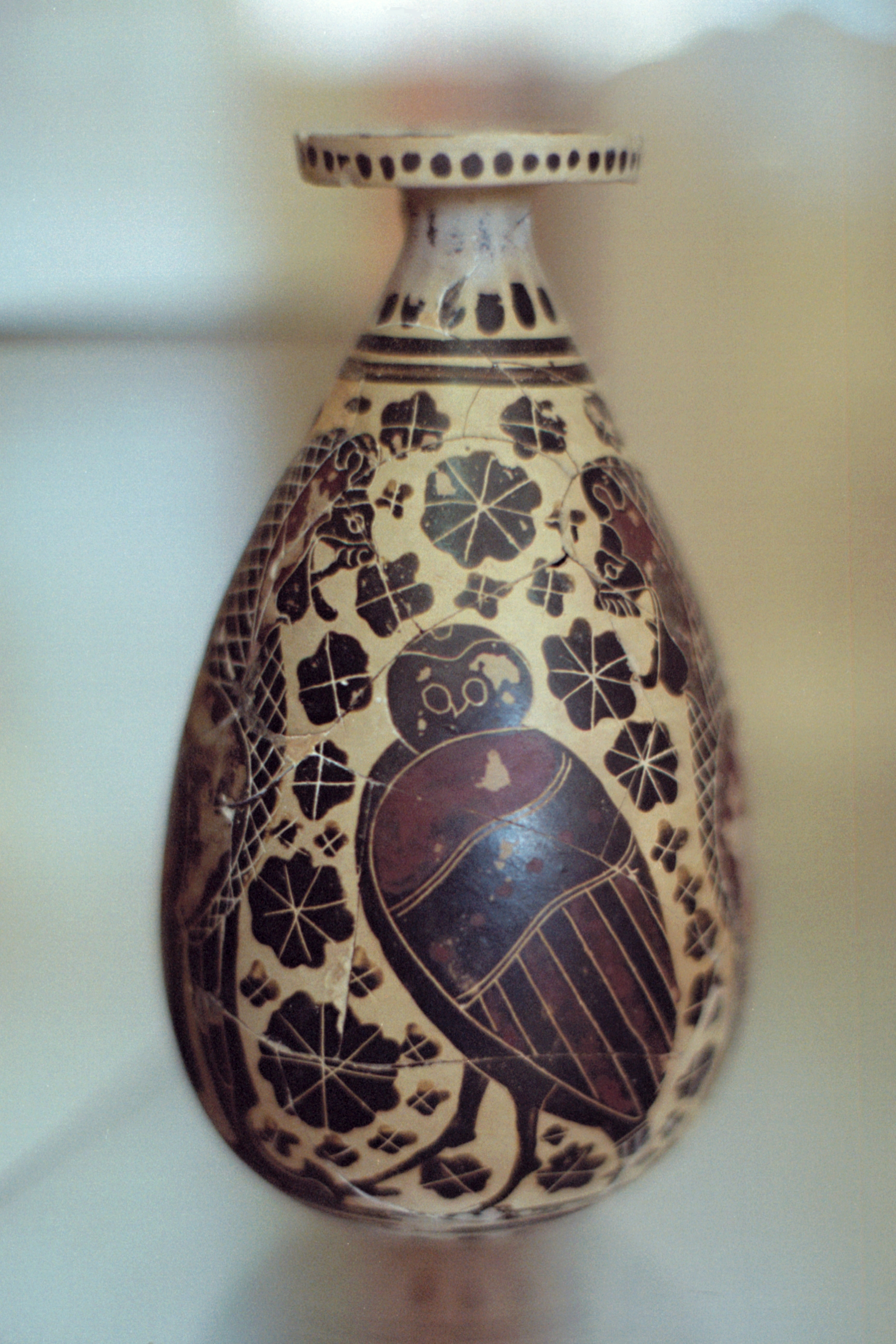
Alabastre, corinthien ancien, 620-590. Peintre des taches rouges. Musée archéologique de Corinthe
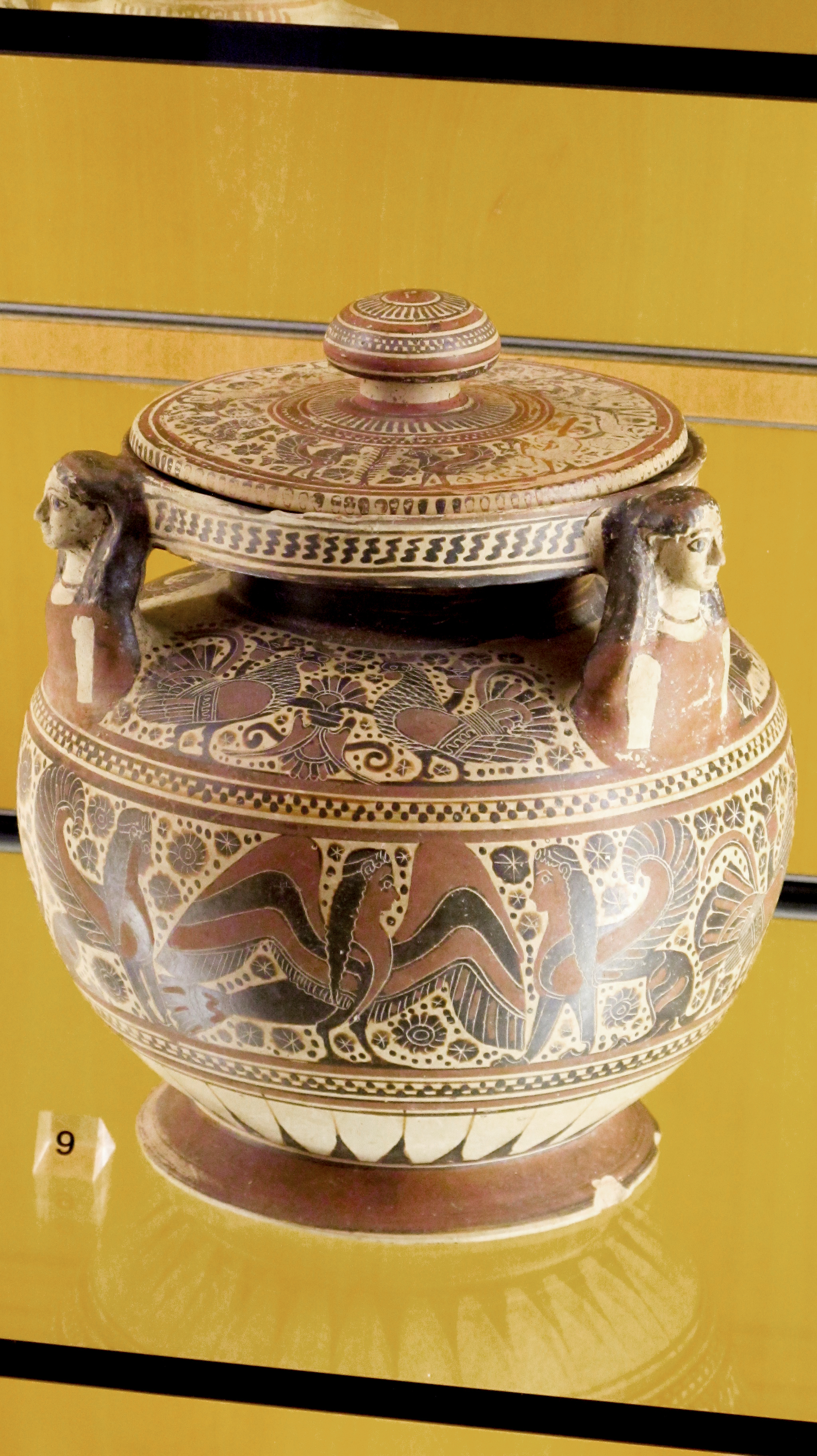
Pyxis et son couvercle, peintre Dodwell (?), Corinthe, 590-580. MBA Lyon
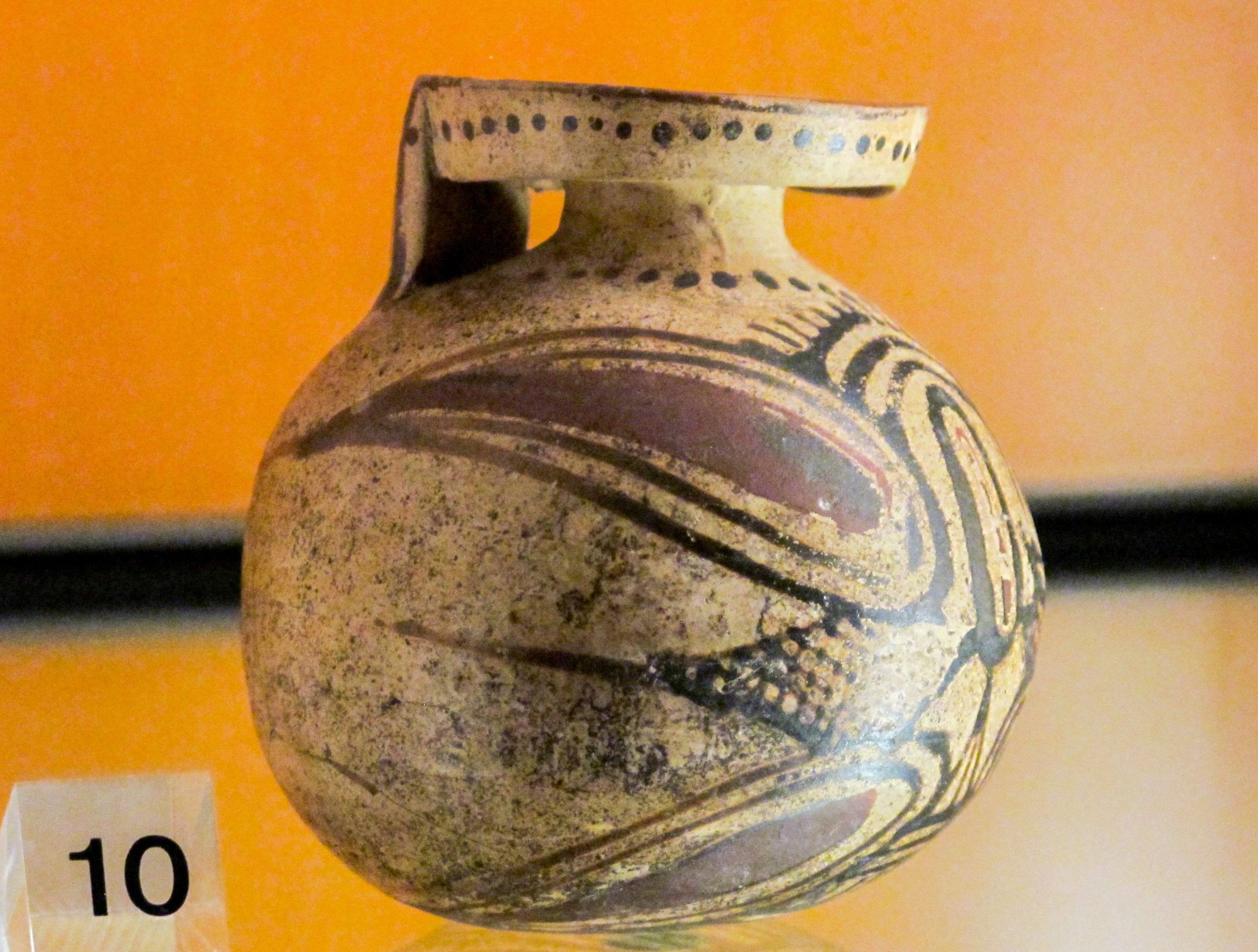
Aryballe corinthienne à figure noires, décor de palmettes, vers 575-550. MBA Lyon

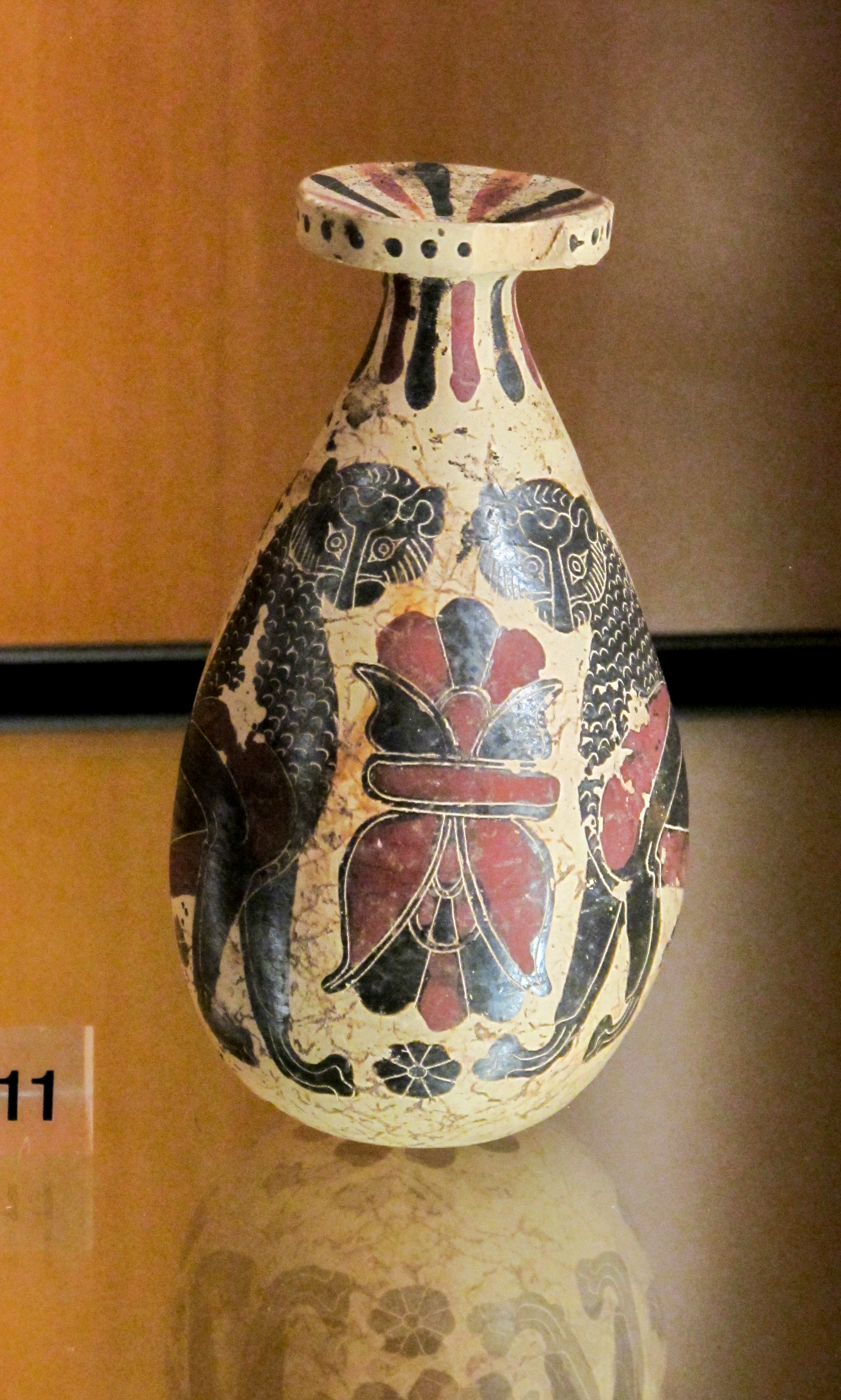
Aryballe aux deux lions affrontés. Entre eux, des palmettes. Étrurie, première moitié du VIe siècle. MBA Lyon.

Le style orientalisant se déploie en particulier à Corinthe de 725 à 625 av. J.-C. environ. Il est caractérisé par une forte influence de l'art oriental : si l'Orient est beaucoup moins amateur de céramique peinte que la Grèce, sa peinture, sa sculpture et ses bronzes montrent une figuration attentive aux modèles naturels. Cette influence se traduit notamment par une nouvelle gamme de motifs : sphinx, griffons, lions, etc., représentés de manière plus réaliste que par le passé. Dans les frises, le peintre recourt désormais à des lotus ou des palmettes. Les représentations humaines restent relativement rares : ce sont des scènes de batailles, parfois hoplitiques, ou encore des scènes de chasse. Des traits géométriques subsistent dans ce style dit « proto-corinthien » : on retrouve des motifs géométriques et le « remplissage » de l'arrière-plan par des rosettes et de nouveaux motifs décoratifs.
Les peintres corinthiens mettent alors au point la technique dite de la figure noire. Ils réalisent dans un premier temps des silhouettes au départ d'une suspension colloïdale de couleur brune qui, à la cuisson, prend une couleur noire brillante, presque métallique. Cette technique est longtemps restée mystérieuse, malgré les efforts faits par les céramistes anglais du XIXe siècle, comme la manufacture Wedgwood, pour en percer le secret. Ils incisent dans un second temps les contours et les détails internes des silhouettes, s'inspirant des traditions métallurgiques orientales (peut-être par le biais d'artisans émigrés installés à Chypre puis en Grèce). Cette technique s'exprime surtout dans des vases miniatures (aryballes, alabastres) dont les formes apparaissent alors. Ils participent à tout une gamme de petites formes de flacons destinés à contenir les huiles ou les parfums qui ont fait la renommée de Corinthe. À leur côté se déploie une série de formes plus grandes assurant des fonctions dans la vie quotidienne.

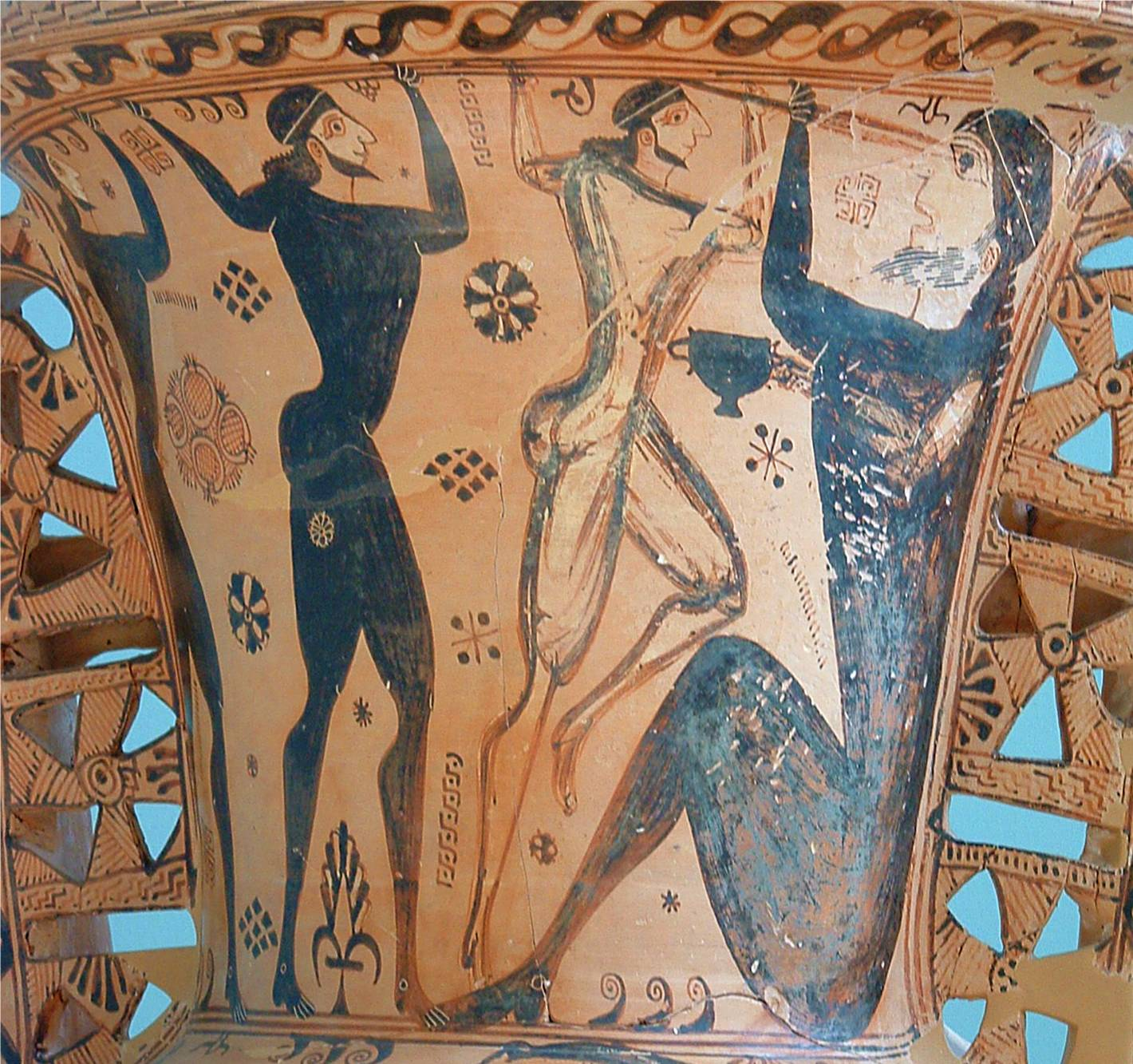
Ulysse et Polyphème, détail d'une amphore protoattique, v. -650, musée archéologique d'Éleusis

Les céramiques de Corinthe sont exportées dans toute la Grèce, et leur technique arrive à Athènes, qui développe un style propre, à l'influence orientale plus diffuse. Durant cette période qualifiée de protoattique, les motifs orientalisants apparaissent mais le trait reste relativement peu réaliste. Les peintres se montrent attachés à des scènes typiques de la Période Géométrique, comme les défilés de chars. On observe par ailleurs que la technique de la figure noire cohabite avec le dessin linéaire traditionnel. Au milieu du VIIe siècle apparaît un style qualifié de « blanc et noir » : trait noir sur fond blanc, accompagné de polychromie pour restituer la couleur des chairs ou des vêtements. L'argile utilisée à Athènes est beaucoup plus orangée que celle de Corinthe.

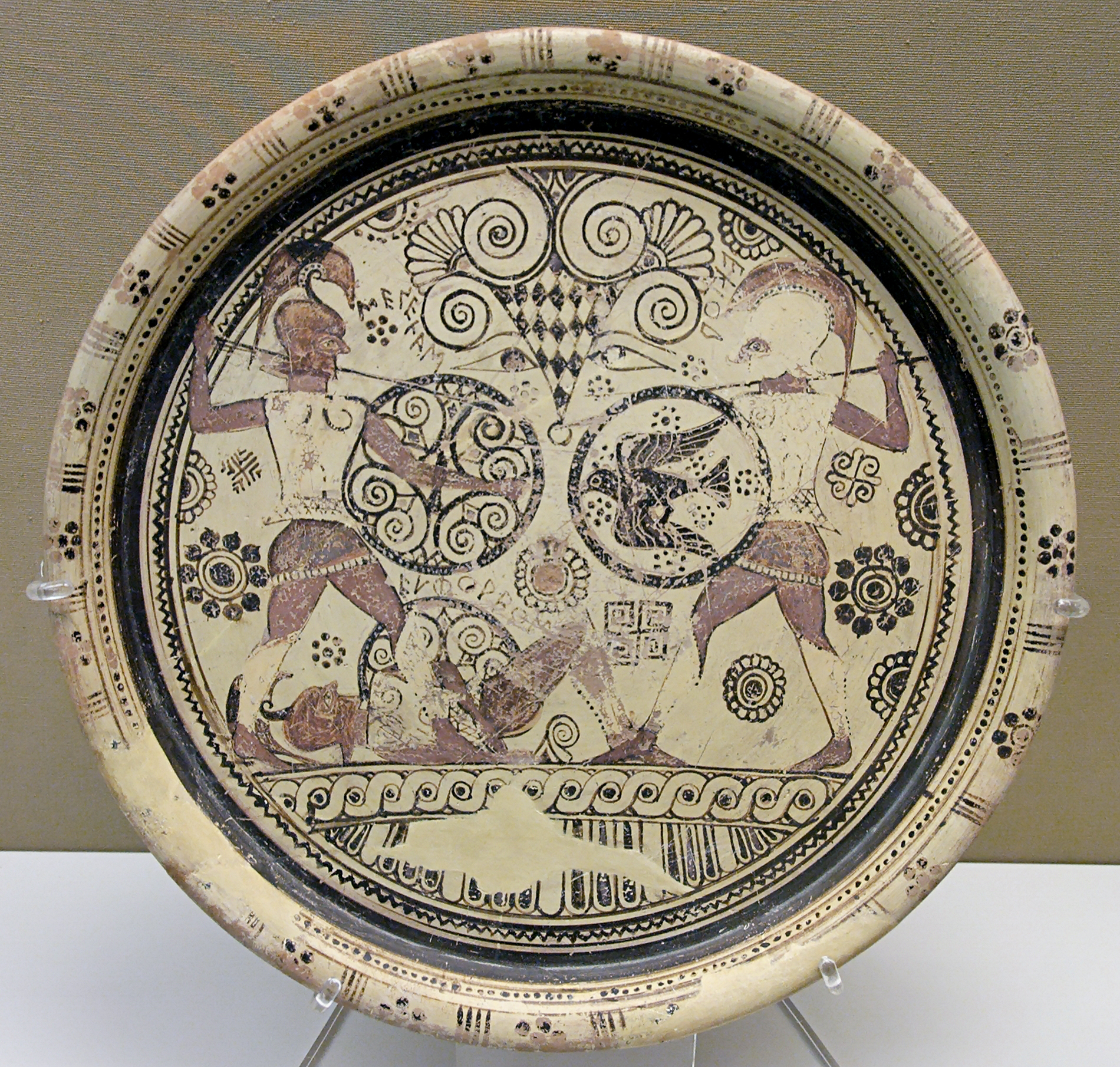
Combat de Ménélas et d'Hector sur le corps d'Euphorbe, assiette du « style des chèvres sauvages » moyen, Grèce de l'Est, v. -600, British Museum

On peut enfin identifier un dernier style, celui des « chèvres sauvages », attribué traditionnellement à Rhodes en raison d'importantes découvertes réalisées à la nécropole de Camiros. En fait, il est répandu dans toute l'Asie mineure, avec des centres de production à Milet et Chios. Deux formes prédominent : les œnochoés, qui copient des modèles en bronze, et les plats, avec ou sans pieds. Le décor est organisé en registres superposés dans lesquels des animaux stylisés, notamment des chèvres sauvages se suivent en frises. De nombreux motifs décoratifs (triangles, svastikas, rosettes, motifs floraux) se posent dans le champ.
Par ailleurs des imitations de céramique corinthienne peinte apparaissent en Italie à partir du VIIe siècle, s’inspirant assez fidèlement des vases proto-corinthiens, et d’une qualité quasiment égale à leurs modèles. Mais dès la fin de ce siècle, les ateliers étrusques vont fabriquer en masse des vases imitant les formes et les motifs corinthiens. C'est ce qui permet d'identifier ces productions sous l'appellation : « céramique étrusco-corinthienne ».

### Les vases plastiques

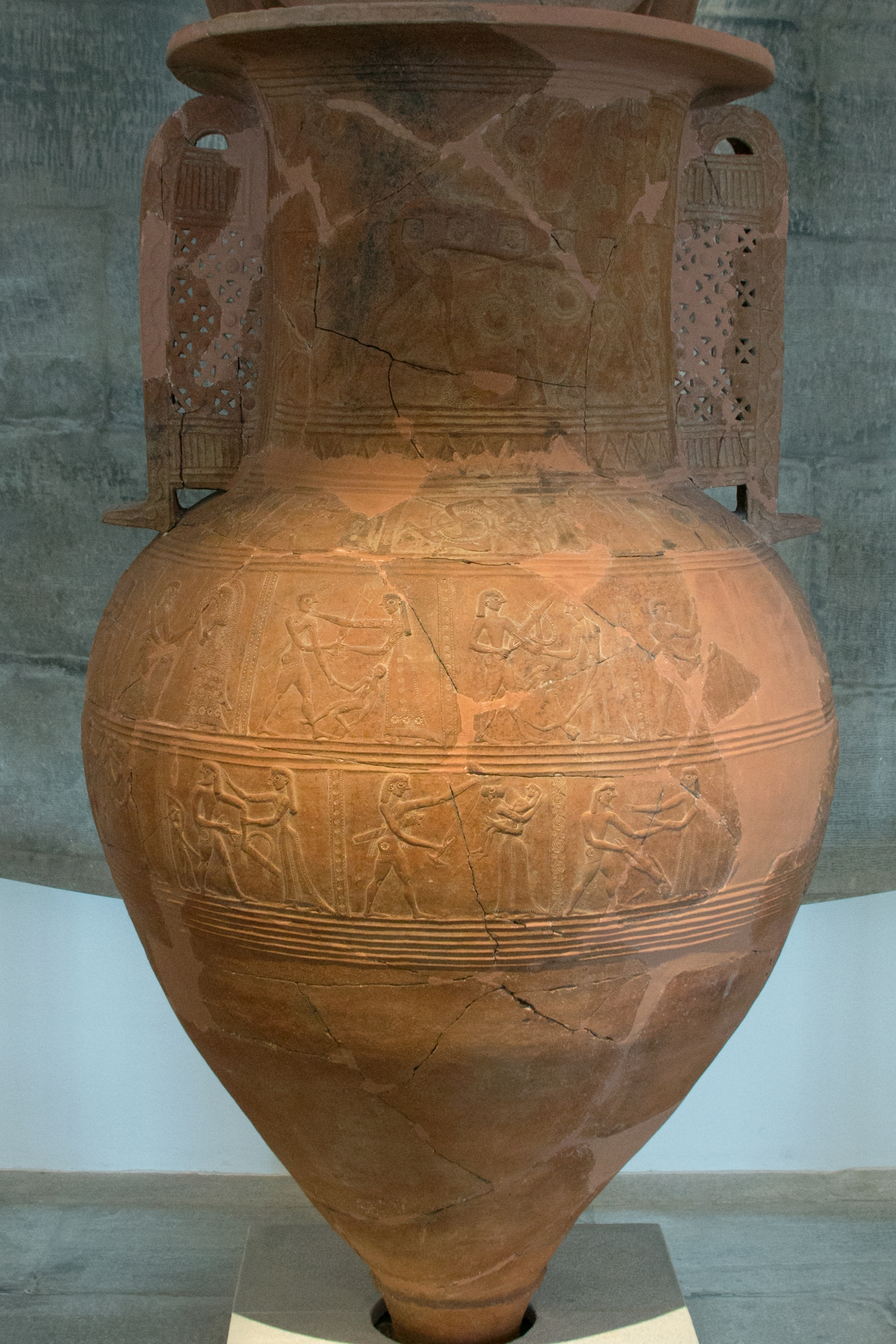
Pithos cycladique à reliefs. Prise de Troie. H. 134 cm, vers 670 AEC. Myconos Musée d'archéologie
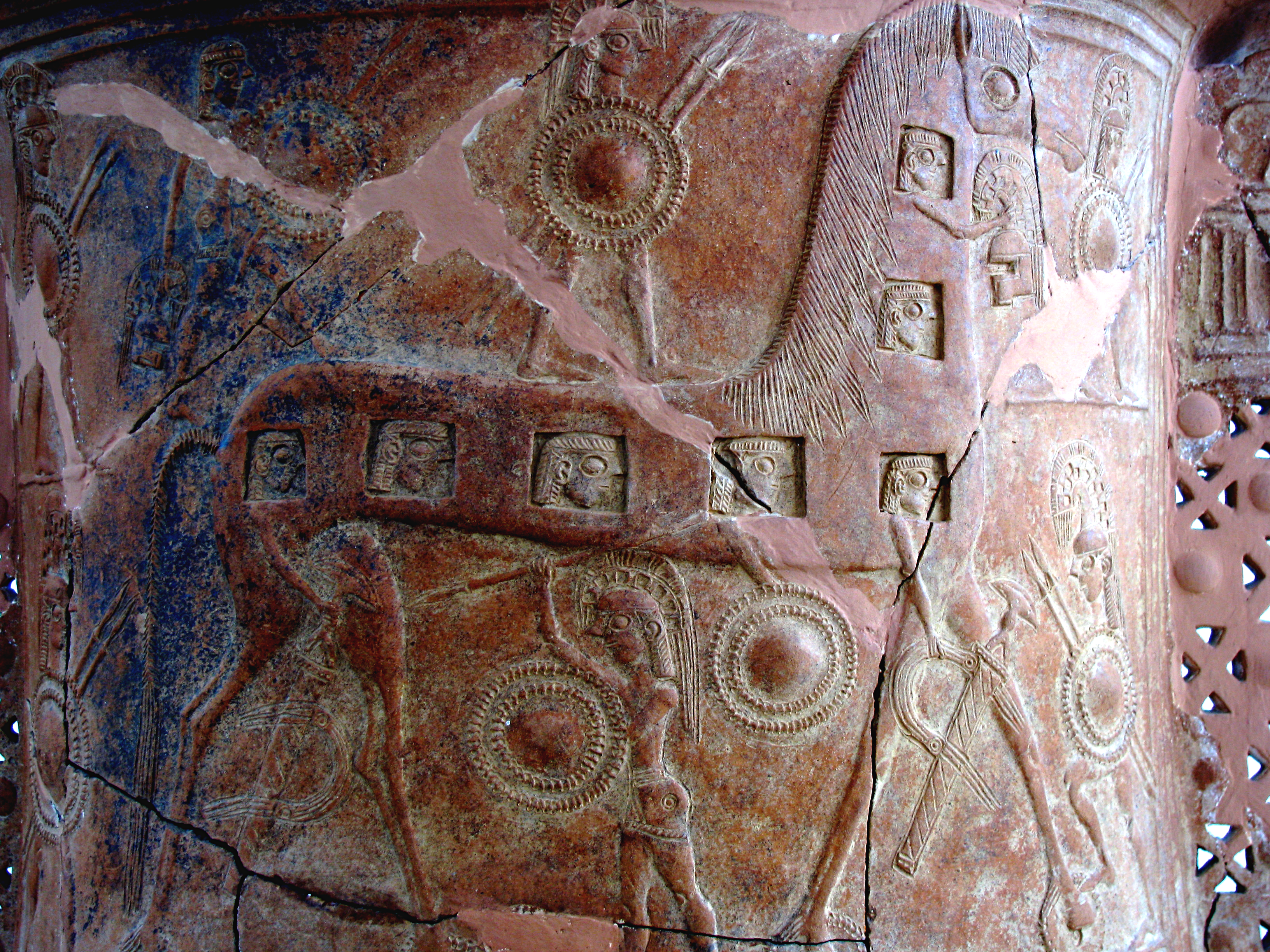
Détail du col : le Cheval de Troie.
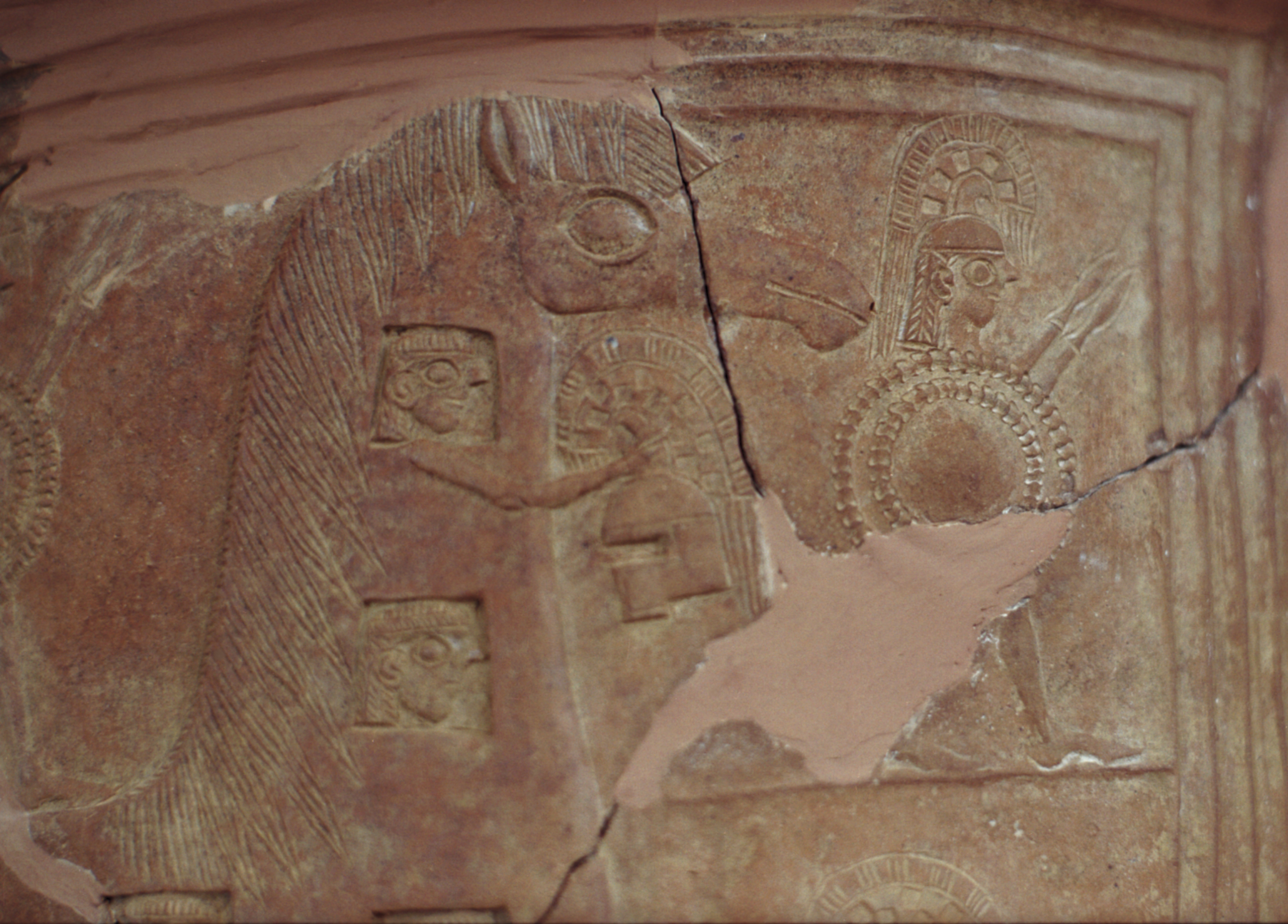
Sortie des Grecs hors du cheval.
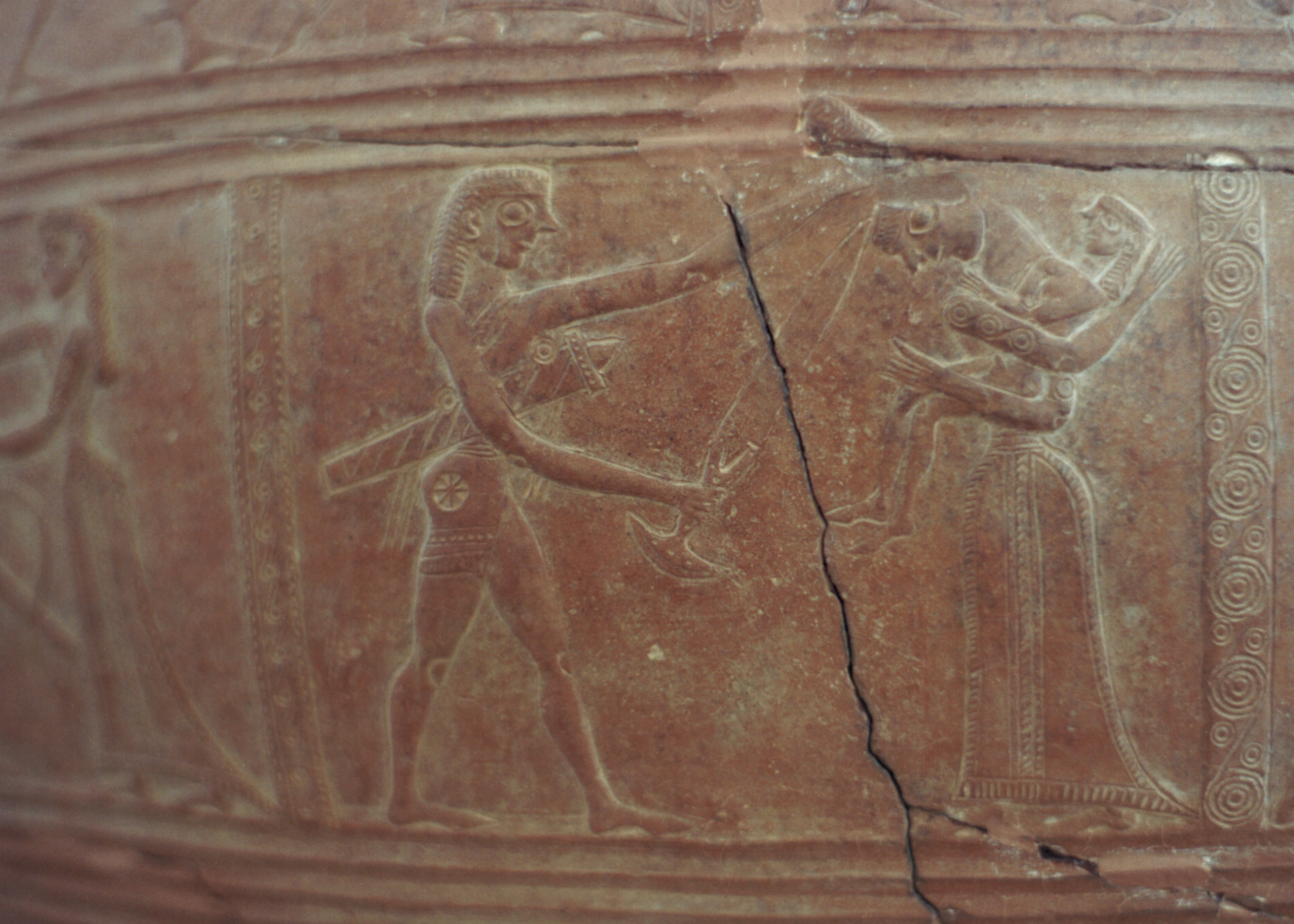
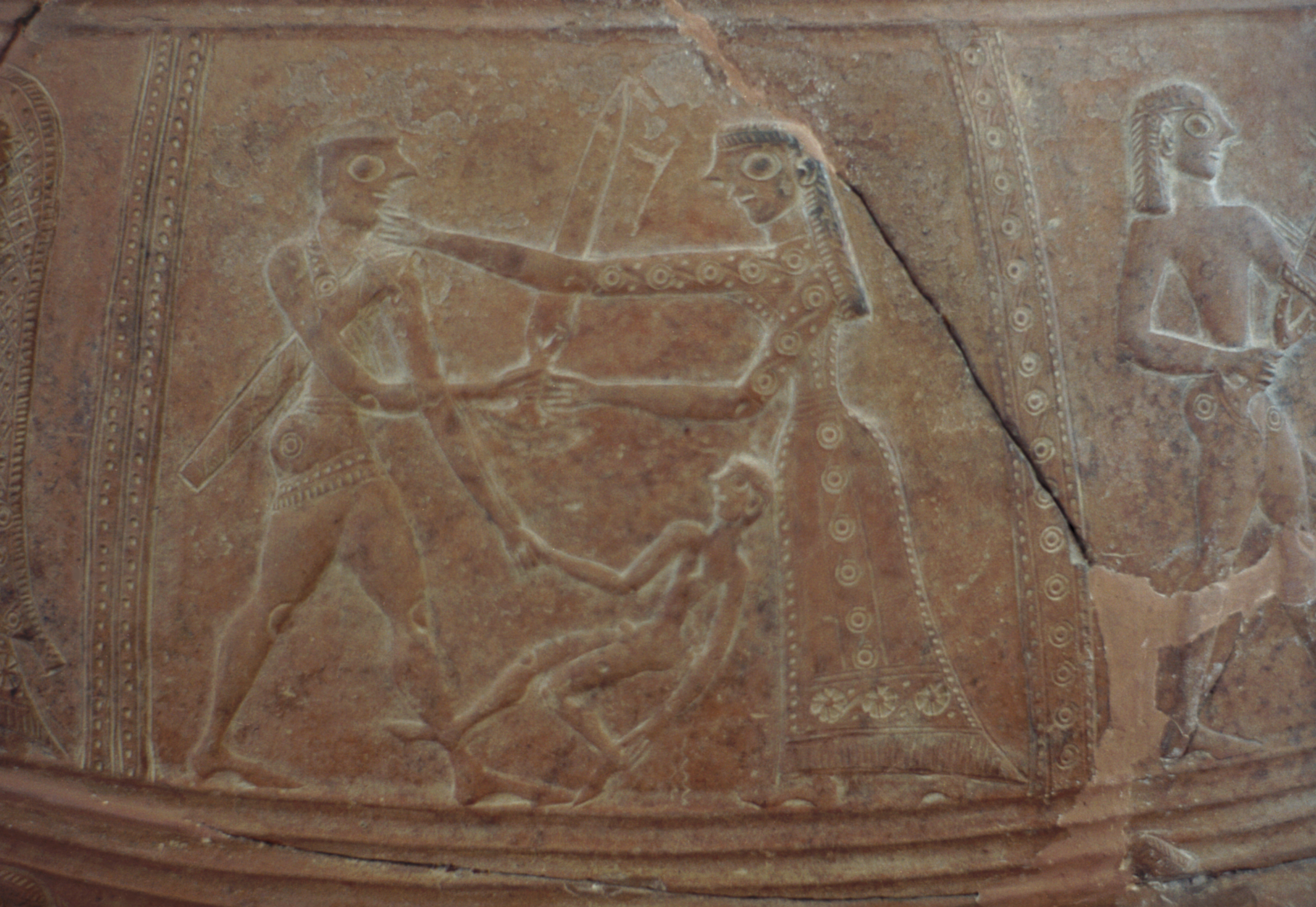
Détail de la panse. Une mère tente de sauver son fils.
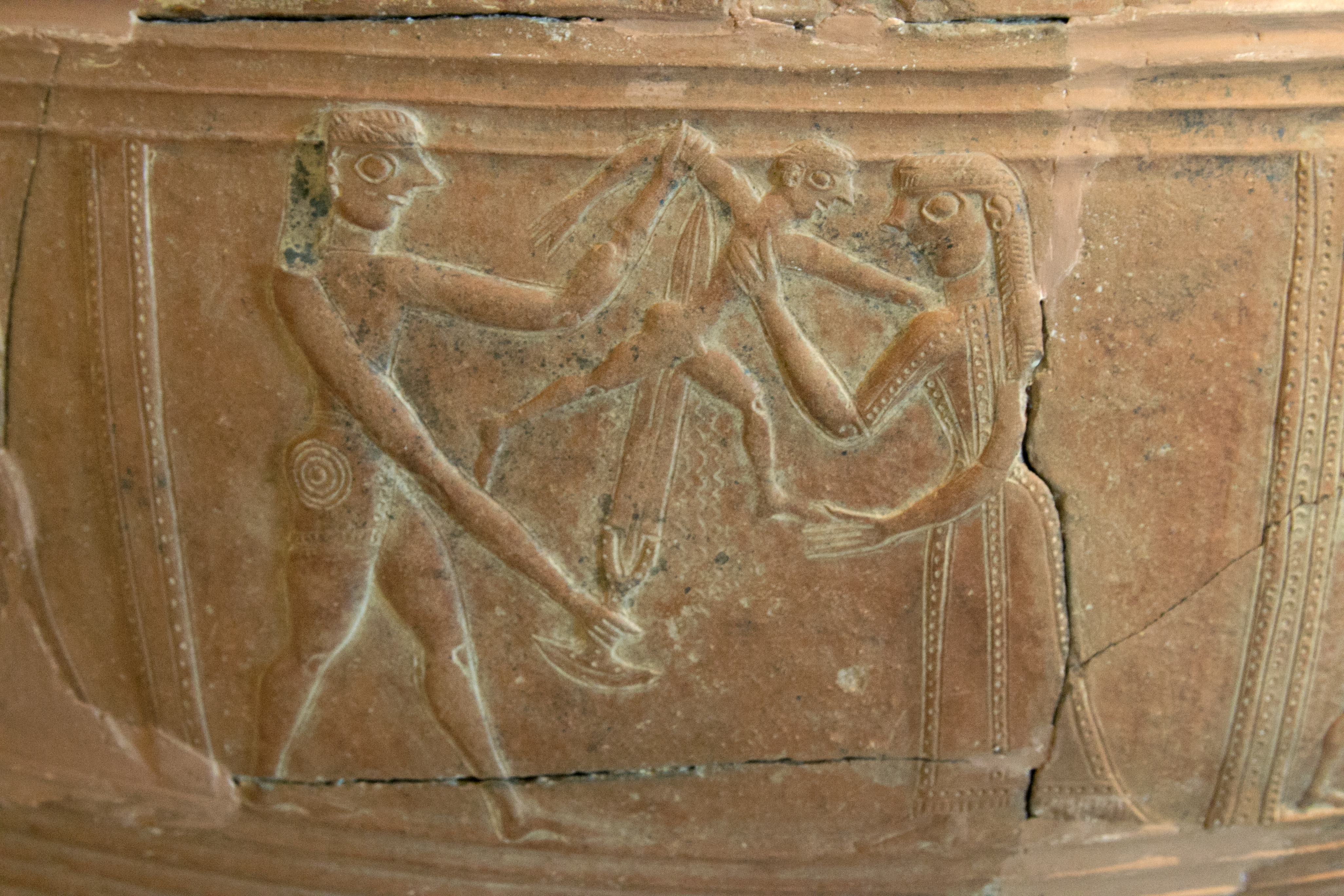
Détail du même vase. Massacre. Gestes emphatiques et maladresses expressives
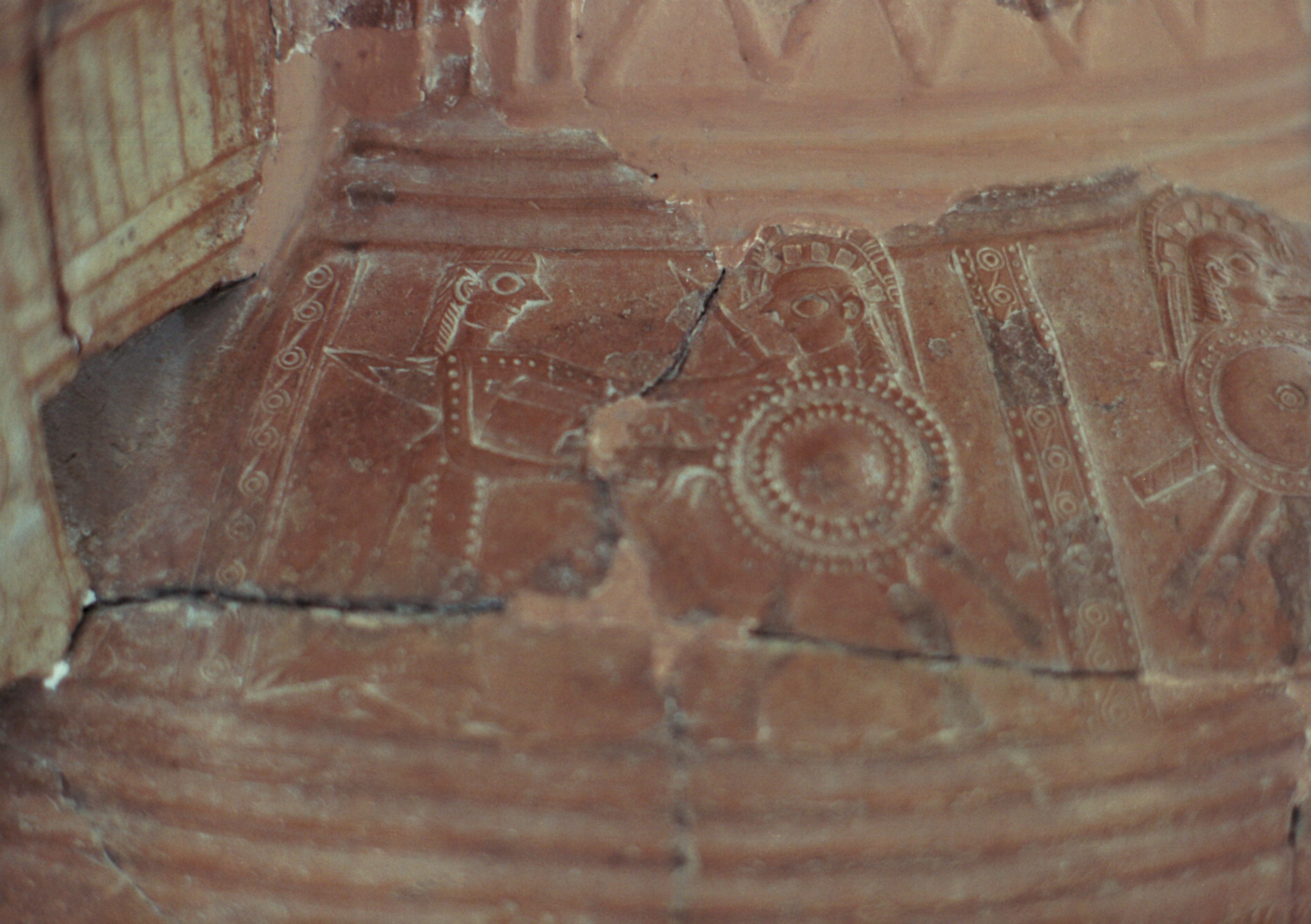
Massacre d'une femme
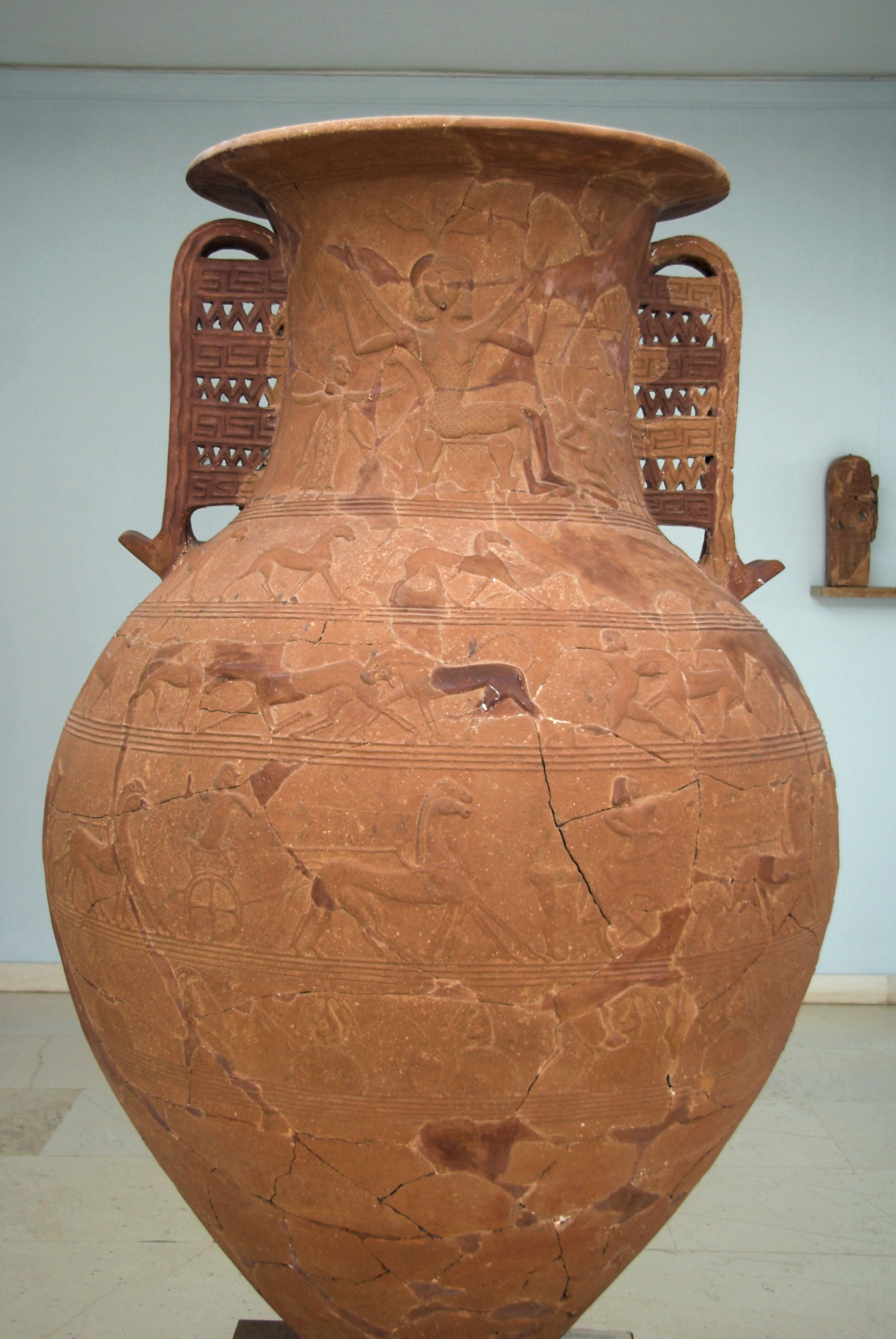
Pithos orientalisant à la Naissance d'Athéna. Myconos Musée d'archéologie
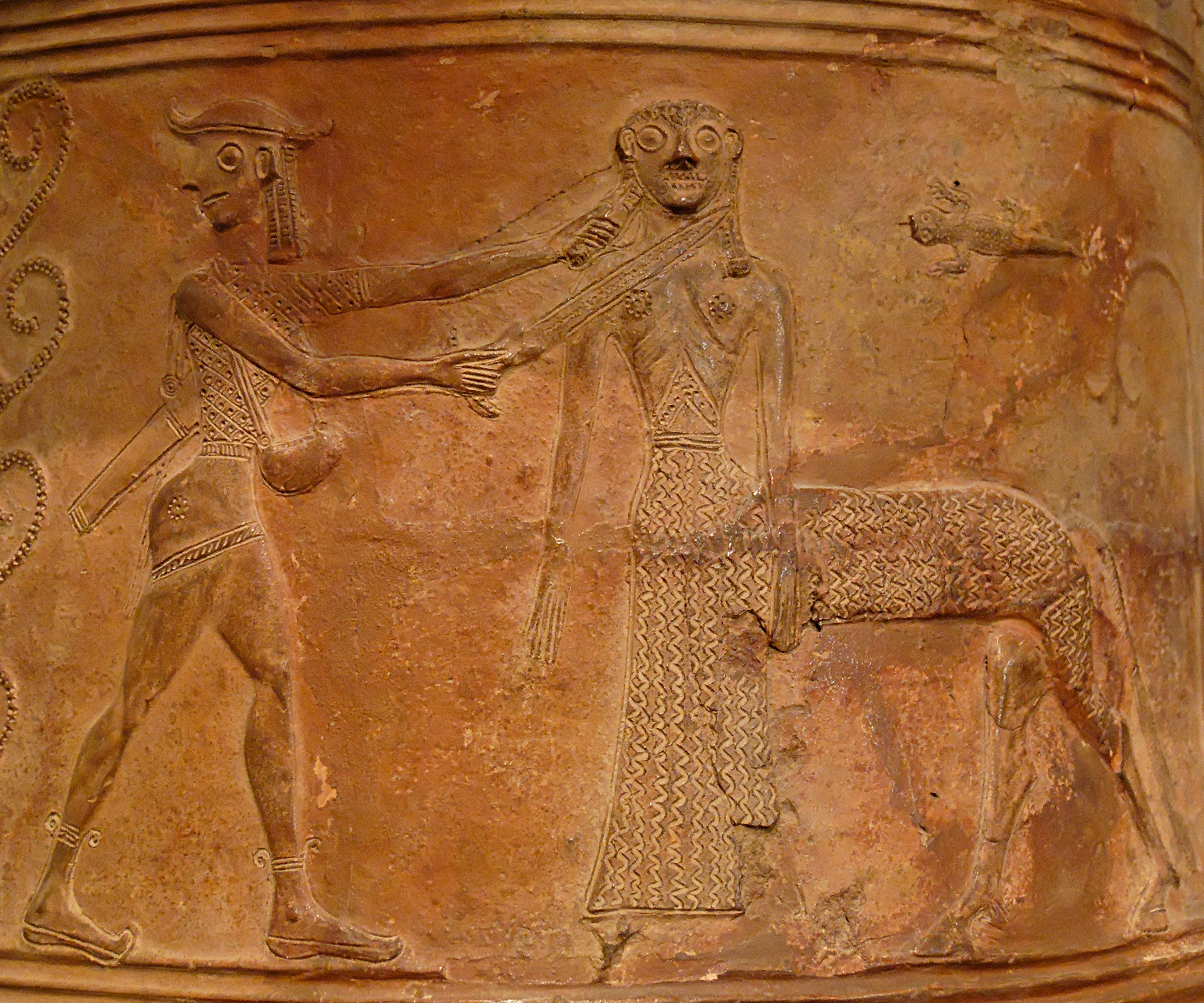
Pithos orientalisant. Méduse mise à mort par Persée. Thèbes, Béotie, v. 660. Louvre
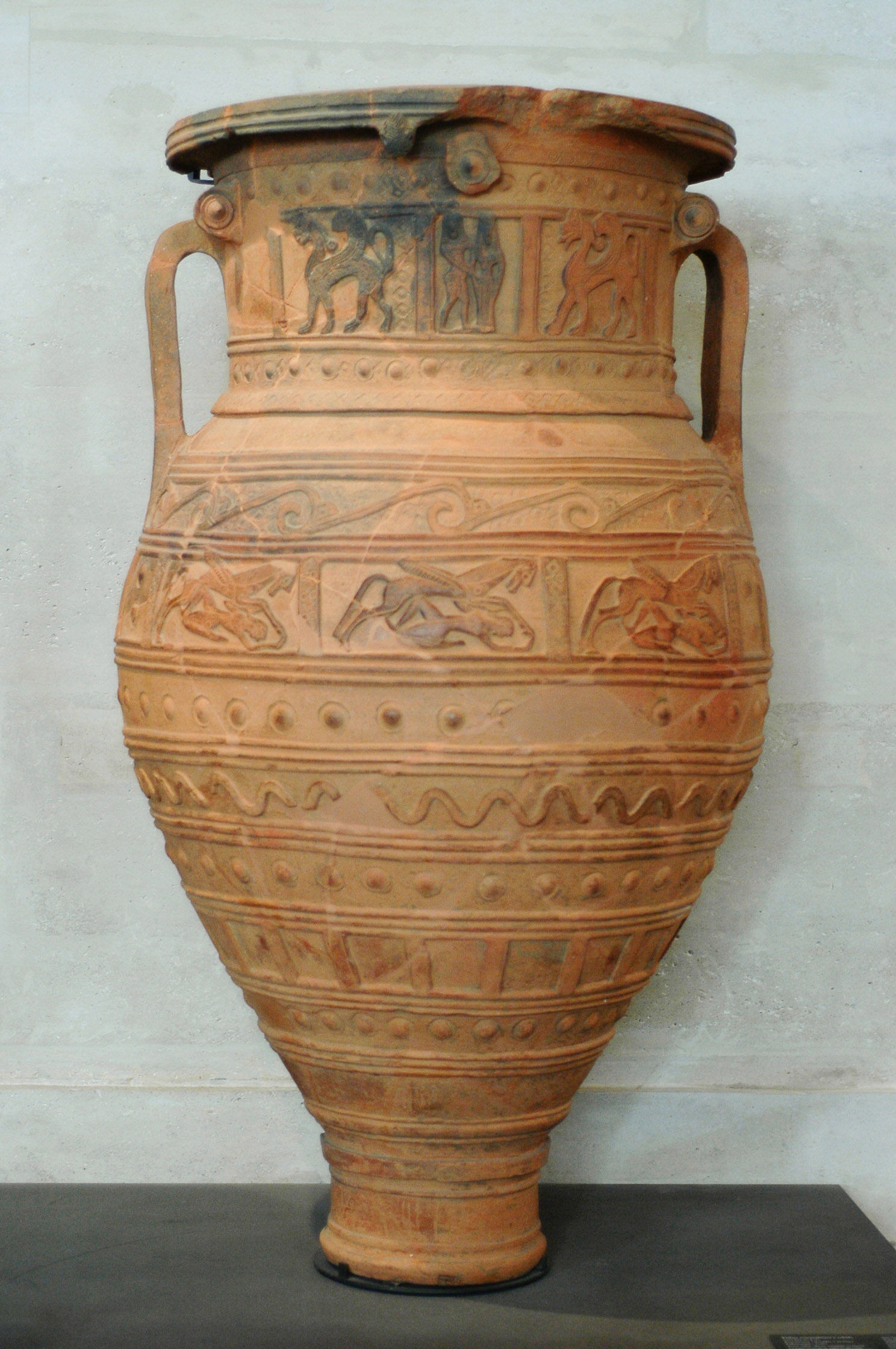
Pithos orientalisant. Crête, v. 675. Louvre

De son côté, la Crète et surtout les îles des Cyclades se distinguent par leur attrait pour les vases dits « plastiques », par exemple des vases dont la panse ou le col est moulé en forme de tête d'animal ou d'homme, ou encore les pithoi à reliefs, vases de stockage dont la paroi est décorée de reliefs modelés ou moulés. À Égine, un vase plastique célèbre a une tête de griffon, son origine exacte demeure cependant problématique. Les amphores dites « méliennes », dont il est clair aujourd'hui qu'elles étaient fabriquées à Paros, doivent sans doute moins à Corinthe ou à l'Orient. Elles présentent, comme les vases à reliefs, un goût marqué pour les compositions épiques. Les éléments caractéristiques du décor orientalisant, rosettes, svastikas ... ne sont pas systématiques.

### Figures noires

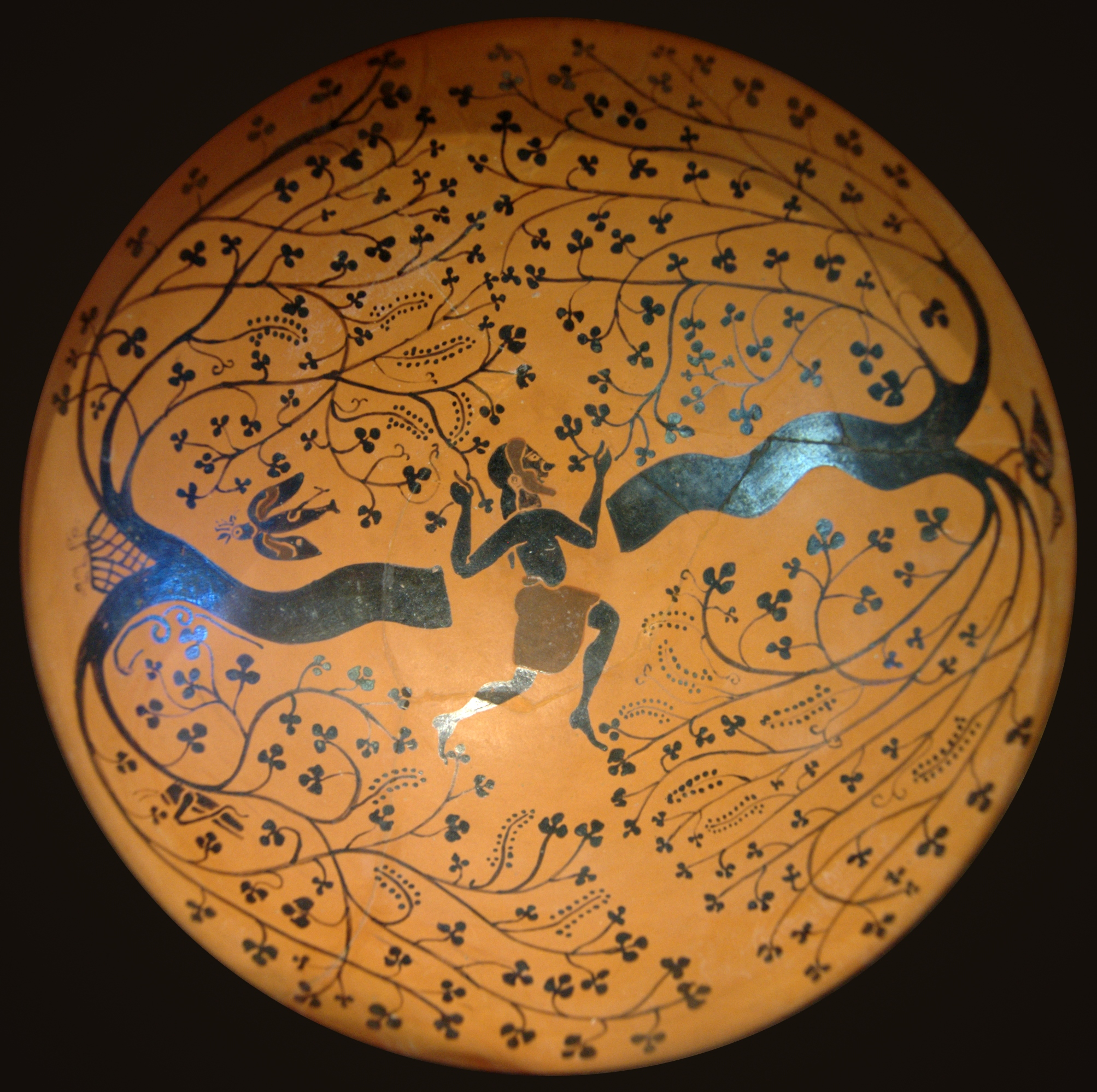
Médaillon de la Coupe à l'oiseleur, céramique ionienne, v. 550, musée du Louvre

Le style de la figure noire est inventé à Corinthe dès le VIIe siècle av. J.-C., et est employé en Laconie, en Eubée, en Béotie, en Grande-Grèce mais il est surtout repris par Athènes qui le porte à son apogée lors de la période archaïque (VIe siècle av. J.-C.). Il se caractérise non seulement par le dessin de figures en noir sur fond d'argile (plutôt rouge dans le cas d'Athènes), mais aussi par l'usage d'incises. Il existe ainsi une série de pseudo-figures noires, dans lesquelles les bandes claires sont réservées et non pas incisées. La Coupe à l'oiseleur du Louvre en est un exemple (voir ci-contre). Les vases plastiques continuent à être fabriqués en nombre. La polychromie se manifeste sous forme de détails rouges, blancs et noirs et par la juxtaposition de petites surfaces, pointillés, traits alternés, point concentriques blancs à cœur rouge, etc.. Le blanc étant utilisé pour les chairs féminines.
La première céramique à figures noires athénienne est très influencée par celle de Corinthe, comme le montre son décor couvrant, sans motifs de remplissage. Les figures (principalement animales : lions, chèvres, sphinges, etc.) sont disposées en registres superposés et mettent en valeur une scène principale. Néanmoins, la céramique athénienne se détache peu à peu de cette influence. Le goût pour les motifs mythologiques et la composition en un seul grand registre qui prévalent entre 550 et 530 montrent comment un style propre à la cité se crée. Parallèlement, les vases décorés évoluent. Le grand vase funéraire laisse la place aux vases de la vie quotidienne, principalement les amphores, hydries, coupes et cratères.
On reconnaît plusieurs styles de peintres athéniens, auxquels on peut parfois attribuer un nom grâce à une pièce signée. Tel est le cas de Klitias, le peintre du Vase François du Musée archéologique de Florence : ce cratère, découvert dans une tombe étrusque, date environ de 570 ; il comporte six frises figuratives donc cinq narratives et porte également la signature du potier, Ergotimos. La face A du Vase François comprend la chasse au sanglier de Calydon, les Funérailles de Patrocle, le Mariage de Thétis et Pélée (les parents d'Achille), Achille en embuscade à la fontaine, les combats d’animaux sauvages et sphinx. Les dessins accordent une place importante à Achille et aux évènements qui le concerne. La face B offre une place au héros athénien Thésée. Ce vase est considéré comme un chef d’œuvre de figures noires, et c’est un des derniers à utiliser cette méthode de frises superposées. Après, les peintres Athéniens utilisent plutôt des décors mais ceux-ci sont encadrés.
Tel également Exékias, dont l'une des œuvres les plus célèbres est une amphore, aujourd'hui exposée à Rome dans les musées du Vatican, qui montre Ajax et Achille à Troie, en train de jouer. D'autres ne sont désignés que par des appellations conventionnelles, souvent dues à John Beazley (1885-1970), historien de l'art pionnier dans l'étude de la céramique grecque. Ainsi le « Peintre de la Gorgone » tient-il son surnom d'un dinos sur lequel apparaît Méduse.

### Figures rouges

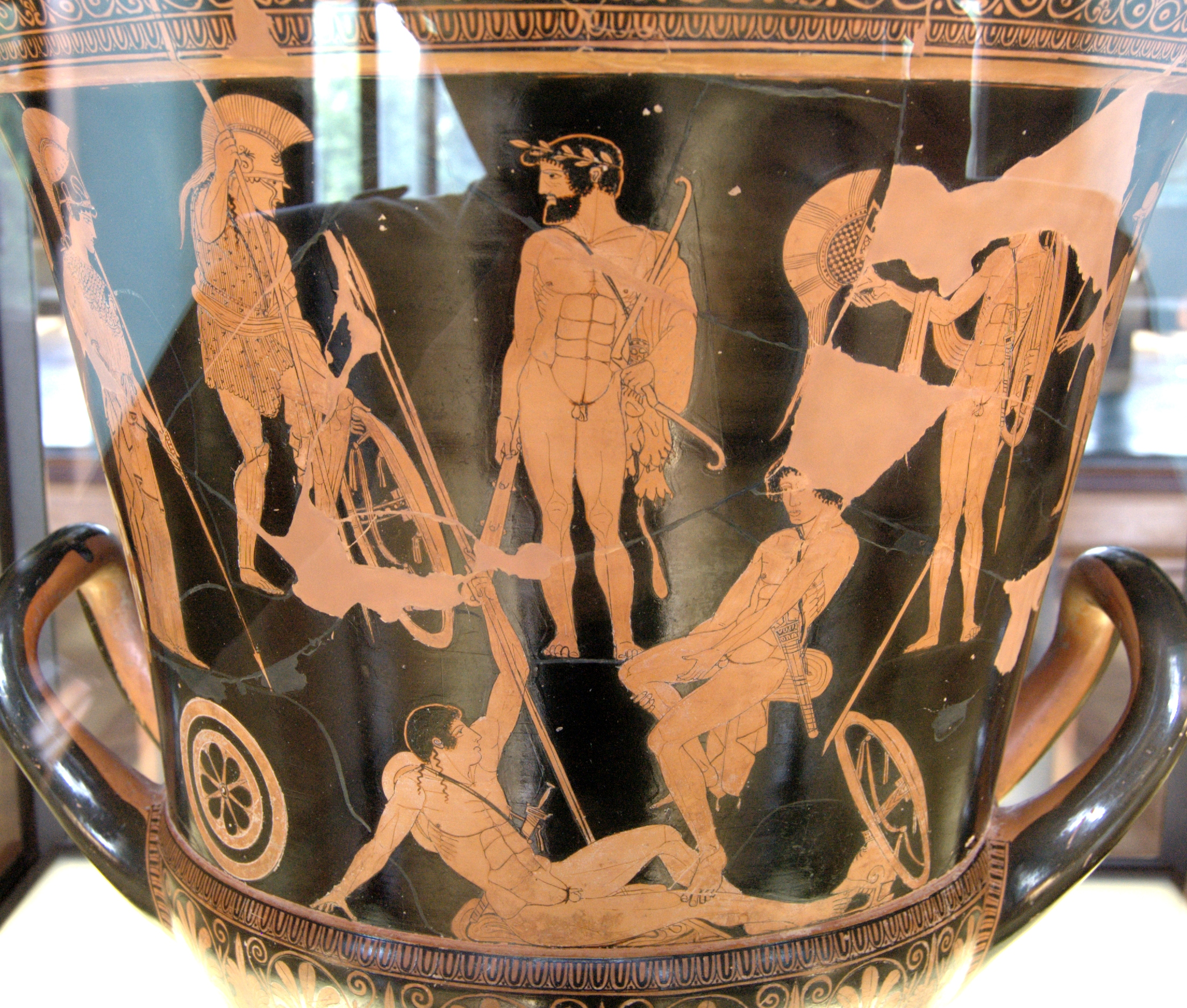
Face A du cratère en calice du peintre des Niobides. La face B représente les Niobides. Vers 460/450. Louvre, Inv. G 341

|  |  |  |  |

#### Céramique attique
Le style de la figure rouge apparaît à Athènes vers 530-520 av. J.-C.. Il constitue rapidement le fer de lance de la production attique, lui permettant de s'imposer comme seule grande école au cours de la période archaïque et à la période classique. Il consiste en une inversion de la figure noire : le fond est peint en noir, les figures ayant la couleur de l'argile ; les détails sont peints et non plus incisés. Le premier peintre à appliquer ce style est le peintre d'Andokidès, dont nous possédons une quinzaine de vases. Aux débuts de cette période, les peintres peuvent faire coexister des scènes en figure noires et des scènes en figures rouges : c'est ce qu'on appelle des vases « bilingues ».
Au-delà de la simple inversion des couleurs, la technique de la figure rouge permet une amélioration du dessin, notamment dans la représentation des drapés, des corps et des détails, dont la précision supplée à la disparition presque complète de la polychromie. Le réalisme y gagne : les corps masculins sont, souvent, précisément détaillés. La musculature est mieux restituée. C'est le style dans lequel excelle Euphronios, ainsi que la représentation des membres dans les trois dimensions (raccourci, transition du profil à la vue de face, représentation de trois quarts). Le plus bel exemple est le cratère de Sarpédon, au Metropolitan Museum of Art dont le corps est quasiment détaillé comme sur un écorché.
En 480-479, pendant les guerres médiques, Athènes est occupée par les Perses. Ses ateliers sont détruits — on retrouve des puits remplis de tessons dans le quartier du Céramique — et lorsque les Athéniens retrouvent leur cité, la production céramique doit repartir quasiment de rien. Les reliques du style archaïque sont alors abandonnées — à l'exception du groupe maniériste du Peintre de Pan — et la figure rouge définitivement adoptée à la période classique. Certains peintres, comme celui des Niobides, sont influencés par la sculpture et par la peinture murale grecque de cette époque. Puis le dessin devient plus sophistiqué, tandis que le choix de scènes s'oriente davantage vers la vie privée, avec notamment des scènes de gynécée : c'est le « style riche », le dernier grand style athénien. Des éléments de décor (fleurs, plantes) apparaissent dès la fin du Ve siècle tandis que le peintre renoue avec l'horreur du vide qui l'affectait à la période géométrique : les compositions sont plus chargées. On note un goût prononcé pour les détails et la transparence des vêtements, ainsi que pour le mouvement donné par le bouillonnement de ceux-ci. La polychromie revient également, avec le recours à la peinture blanche et à la dorure. Plusieurs peintres passent ainsi d'un classicisme parthénonien aux styles ornés ou fleuris.

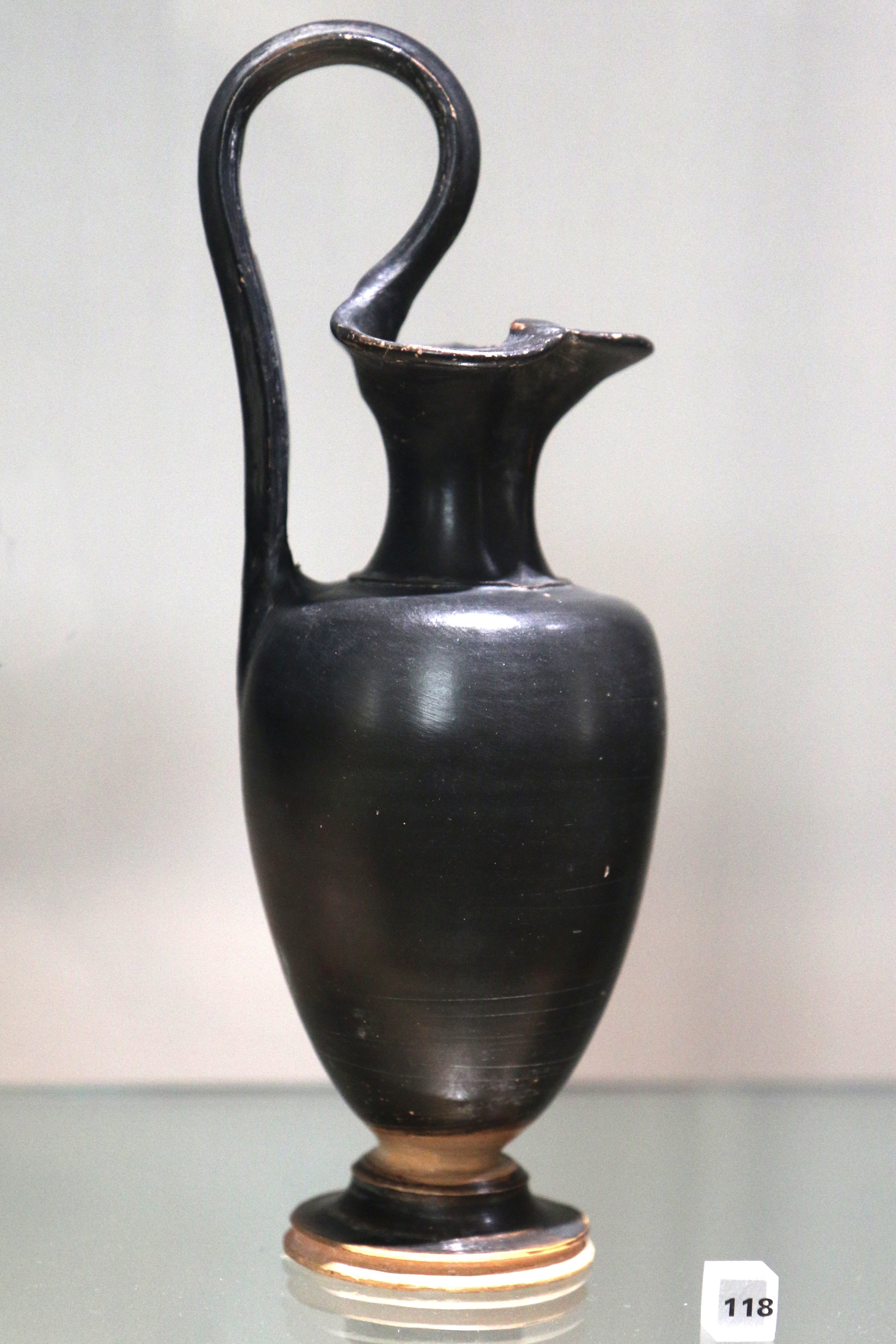
Œnochoé à vernis noir, 400-350 AEC. M.A.M.

Au IVe siècle la céramique à vernis noir a pu être influencée par le goût « barbare » pour les objets en métal : comme cette anse fine et contournée du Musée d'archéologie méditerranéenne, à Marseille
À l'époque hellénistique, les vases ne sont plus peints mais simplement décorés. Soit l'atelier revient à un décor noir brillant agrémenté de motifs de fleurs ou d'animaux (poterie west slope, c'est-à-dire céramique du Versant Ouest de l'Acropole d'Athènes), soit il change radicalement de parti-pris : s'il n'est pas possible d'obtenir des couleurs variées à la cuisson, il suffit de peindre le vase après cuisson. Dans ce cas, les couleurs sont évidemment moins durables, aussi cette technique est-elle généralement réservée aux vases funéraires.
Toutefois, en certains endroits, il subsiste des foyers de production où l'on continue de faire des vases à décors figurés. C'est le cas de la Crète qui produit jusqu'au début du IIe siècle av. J.-C. des scènes mythologiques. Les principaux centres de production en Crète sont Cnossos, Lyttos et Gortyne.

#### Vases plastiques

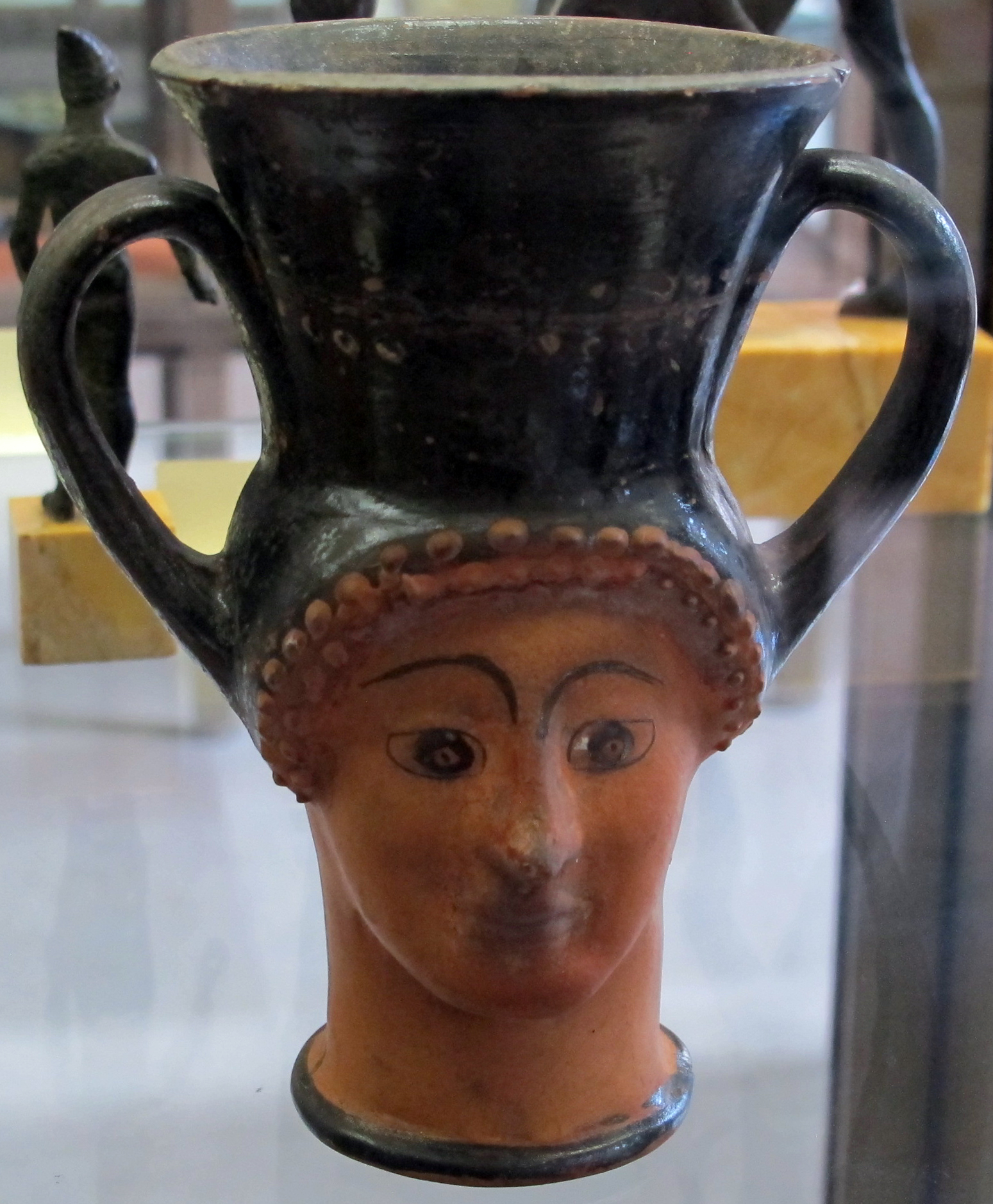
Canthare attique à tête de femme et d'homme, v. 470. Cabinet des Médailles
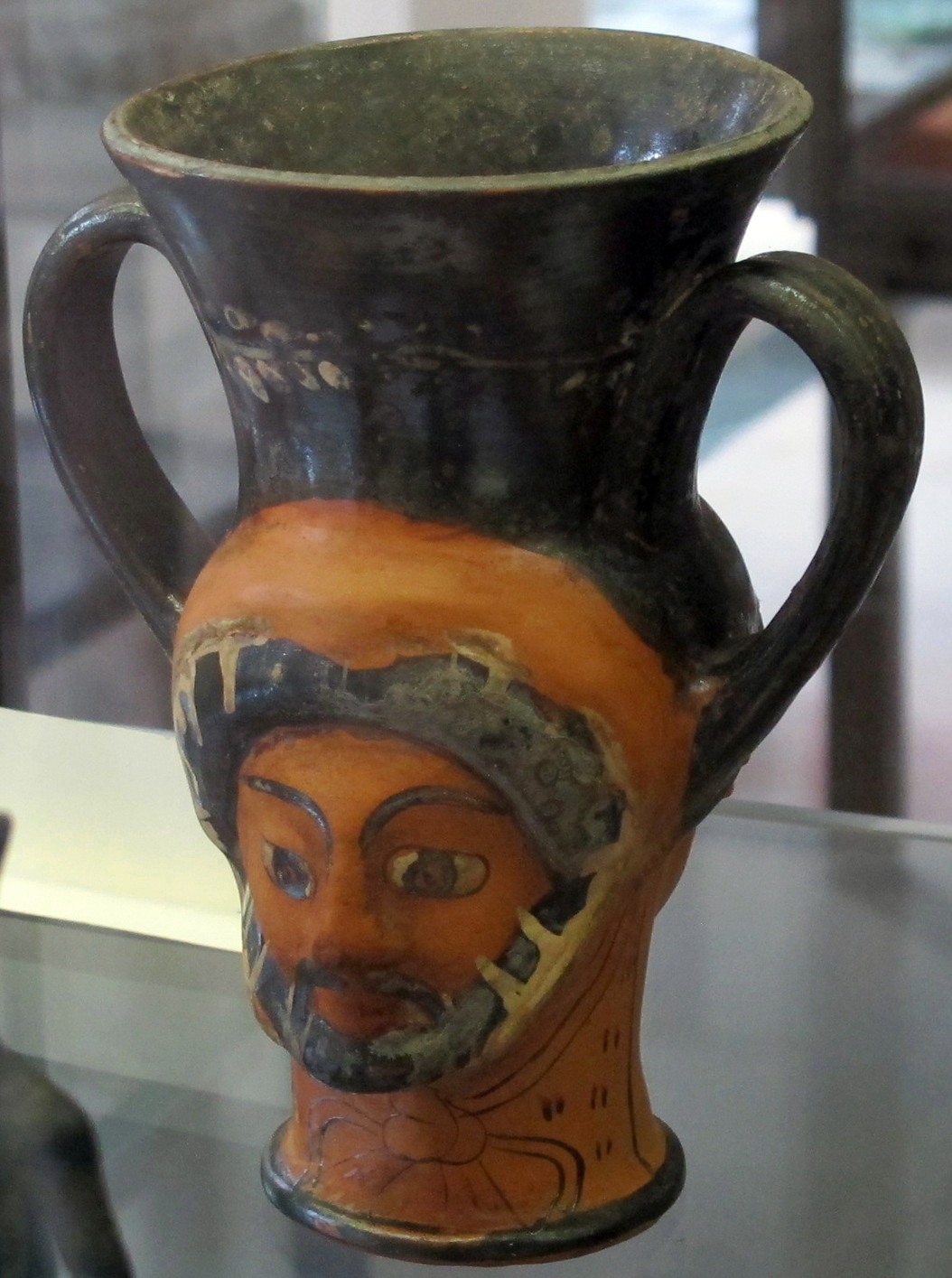
Idem
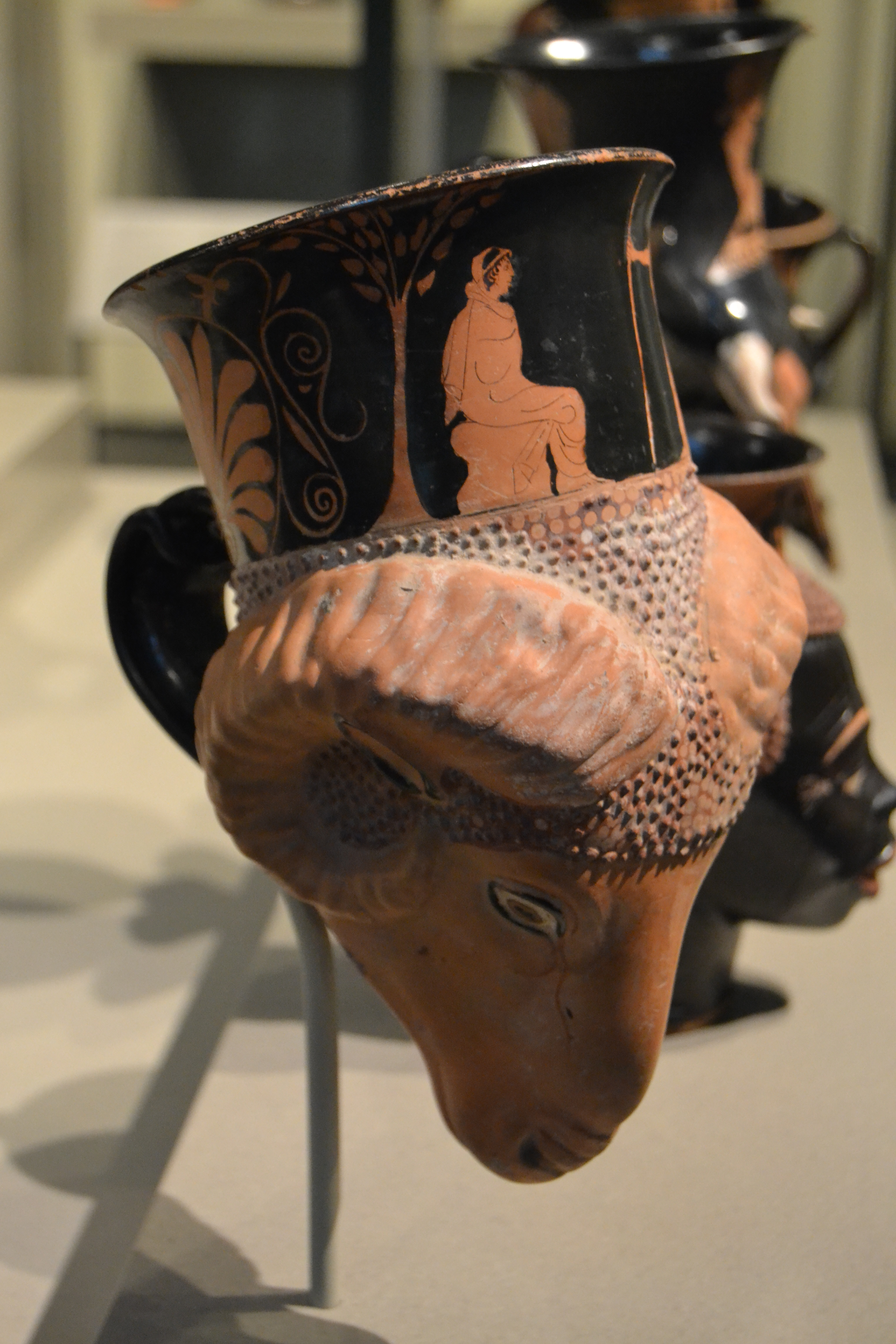
Rhyton attique à tête de bélier. 460–450 AEC. 21,2 cm. Museum of Fine Arts, Boston
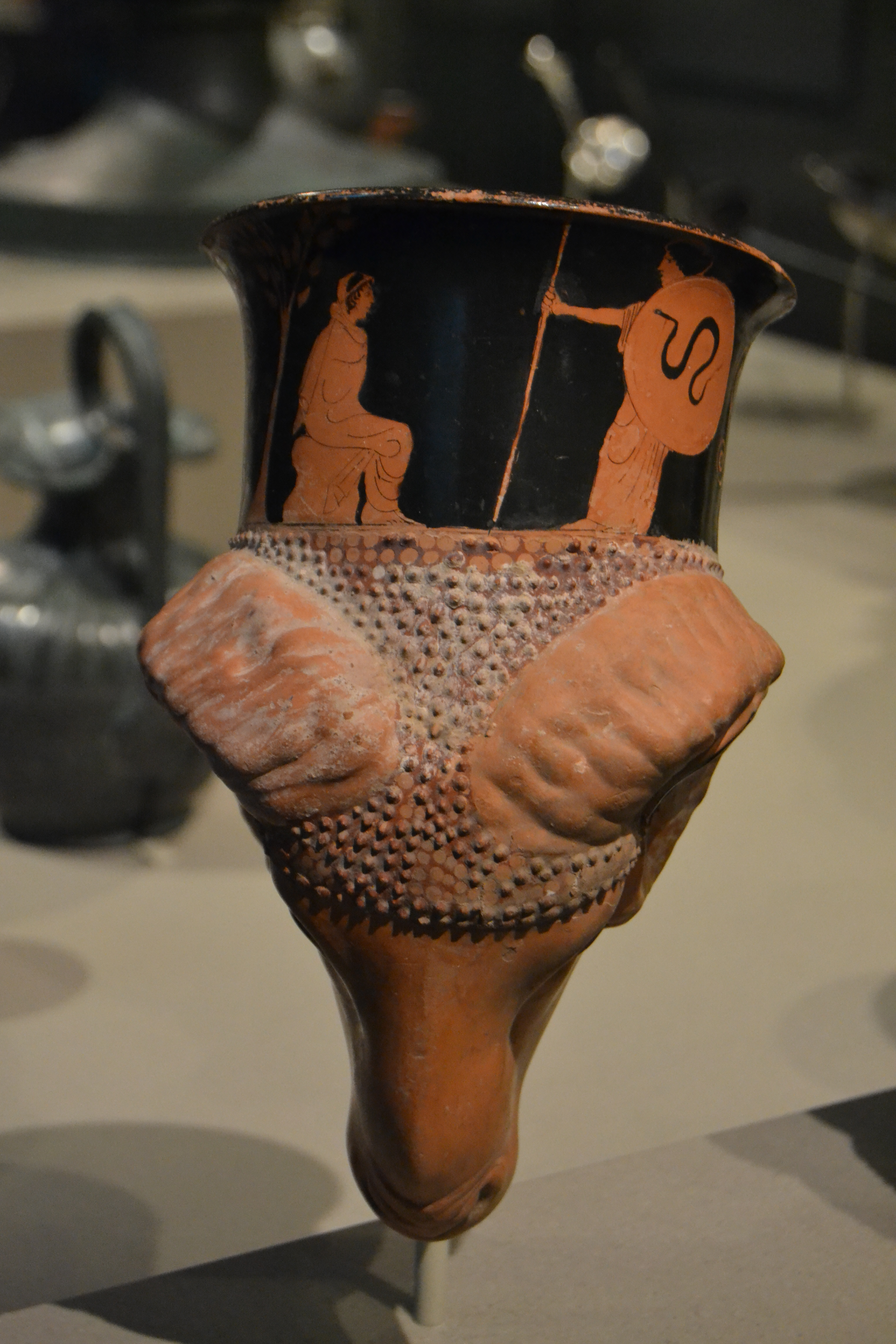
Idem
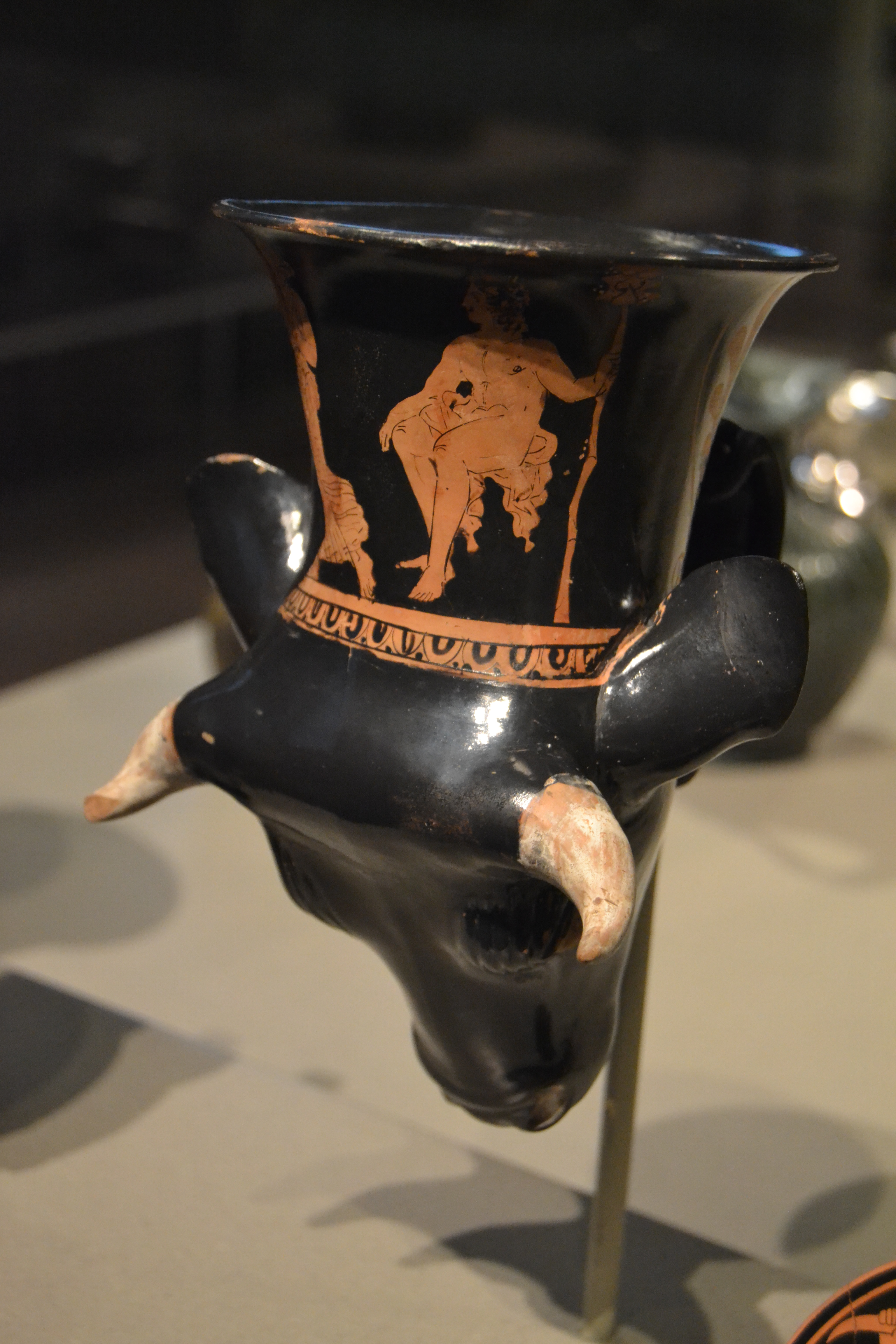
Rhyton attique à tête de taureau. Classique 440–430 AEC. 19 cm. Museum of Fine Arts, Boston
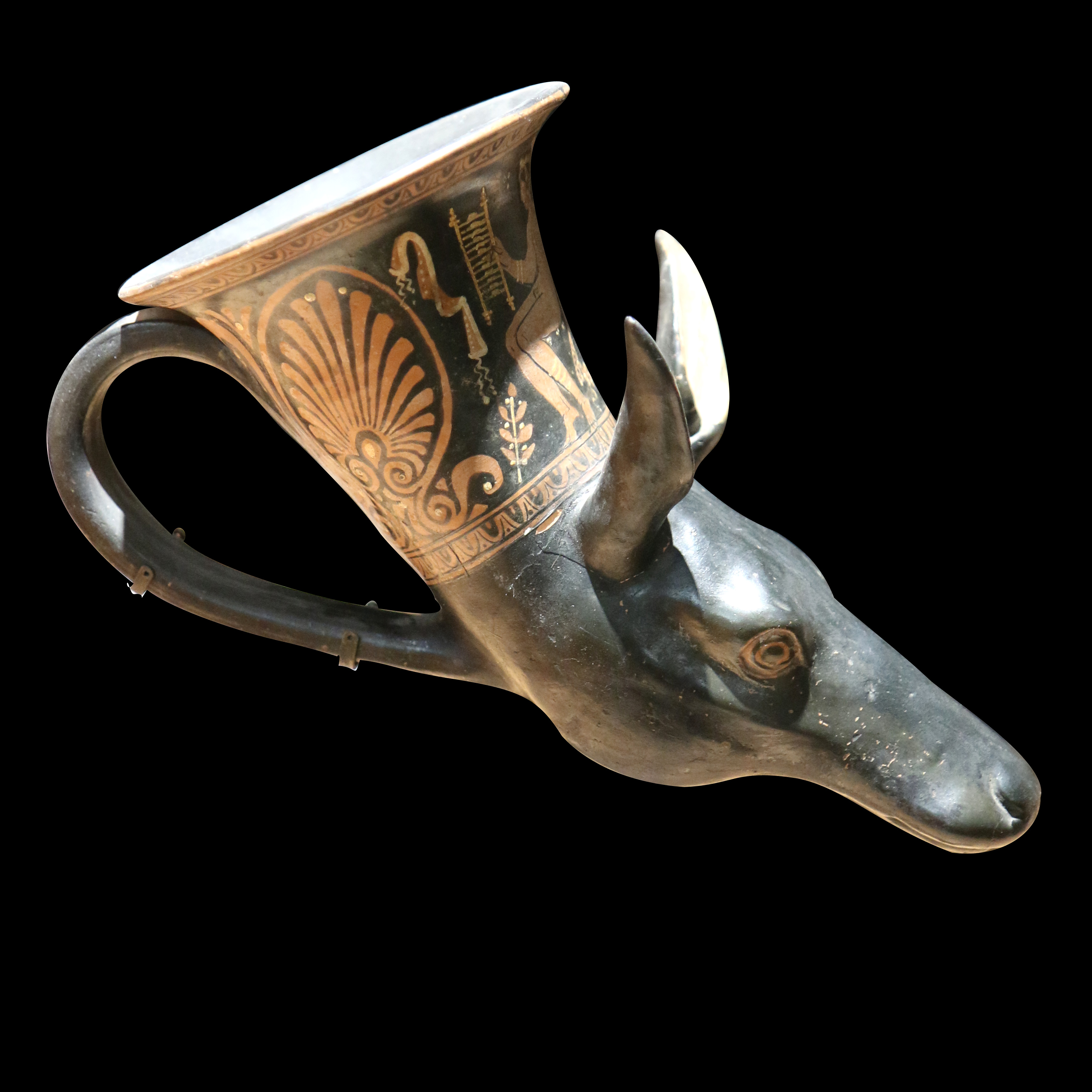
Rhyton en forme de daim. Apulie, Italie. Vase plastique. Céramique à figures rouges. IVe siècle AEC. M.A.M.

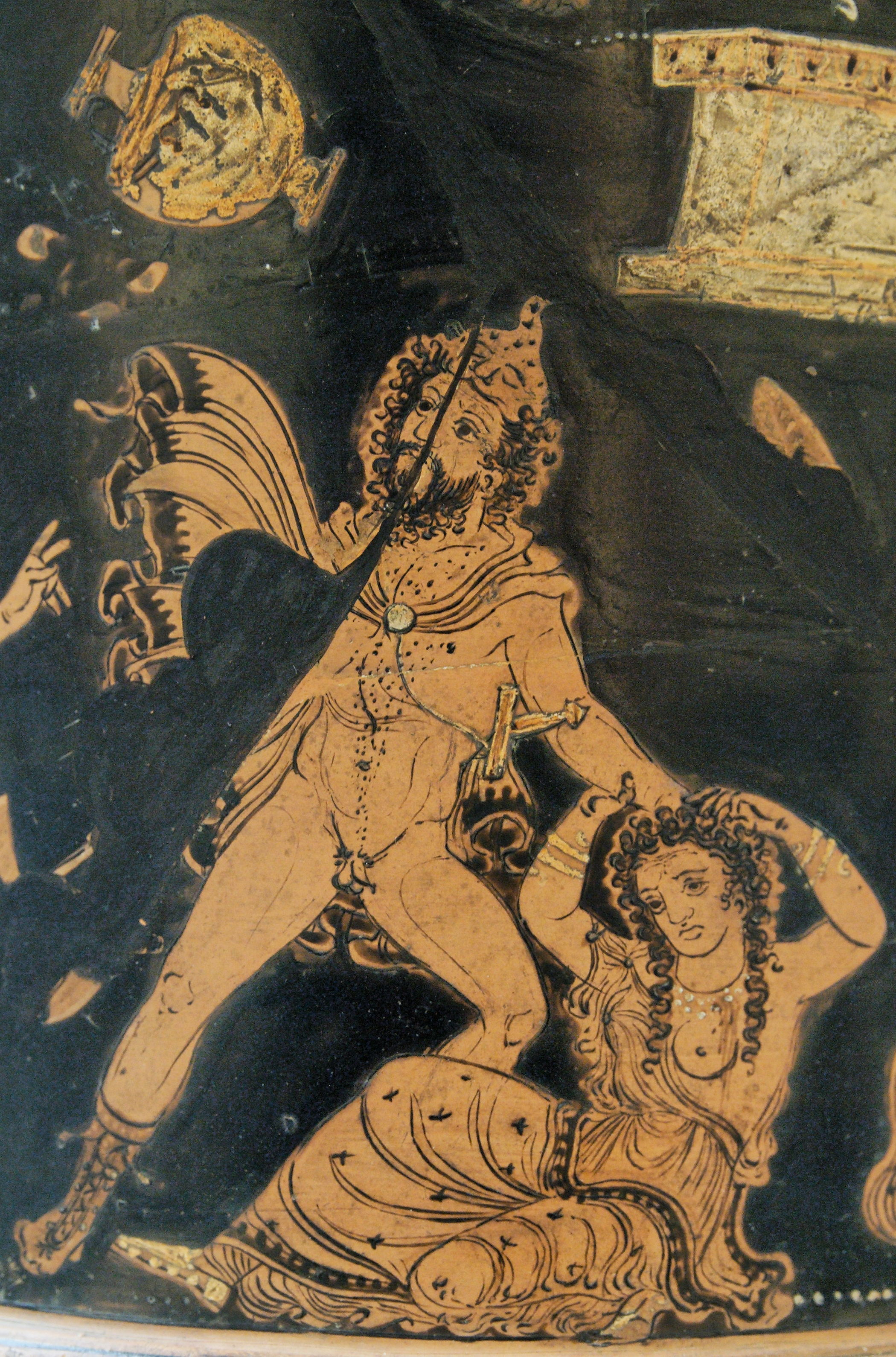
La Folie de Lycurgue, détail d'un cratère en calice apulien, v. 350--340, British Museum

#### La céramique apulienne
Hors d'Athènes, la production de vases peints à personnages disparaît presque, à l'exception de la Grande Grèce. L'Apulie et la Campanie (Paestum en particulier) ont une production de qualité comparable à celle d'Athènes. Les débuts de la céramique dite apulienne remontent à la dernière décennie du Ve siècle av. J.-C. : l'Apulie dont la production est au départ assez proche du style attique va peu à peu développer un langage iconographique qui lui est propre, ainsi qu'on peut le voir dans le cratère ci-contre. 
Le Peintre de Darius ainsi nommé en raison du cratère à volutes illustrant Darius (Naples H3253) a  illustré beaucoup de thèmes contemporains à l'époque d'Alexandre le Grand. 
Si la céramique italiote est principalement consommée sur place, elle a également été exportée en Grèce propre (Corcyre, Démétrias) et un peu partout dans le bassin méditerranéen (Croatie, Corse, Espagne). Certains ateliers se spécialisent dans les scènes de genre, en particulier sur le phlyax, parodie des pièces attiques à thème héroïque.

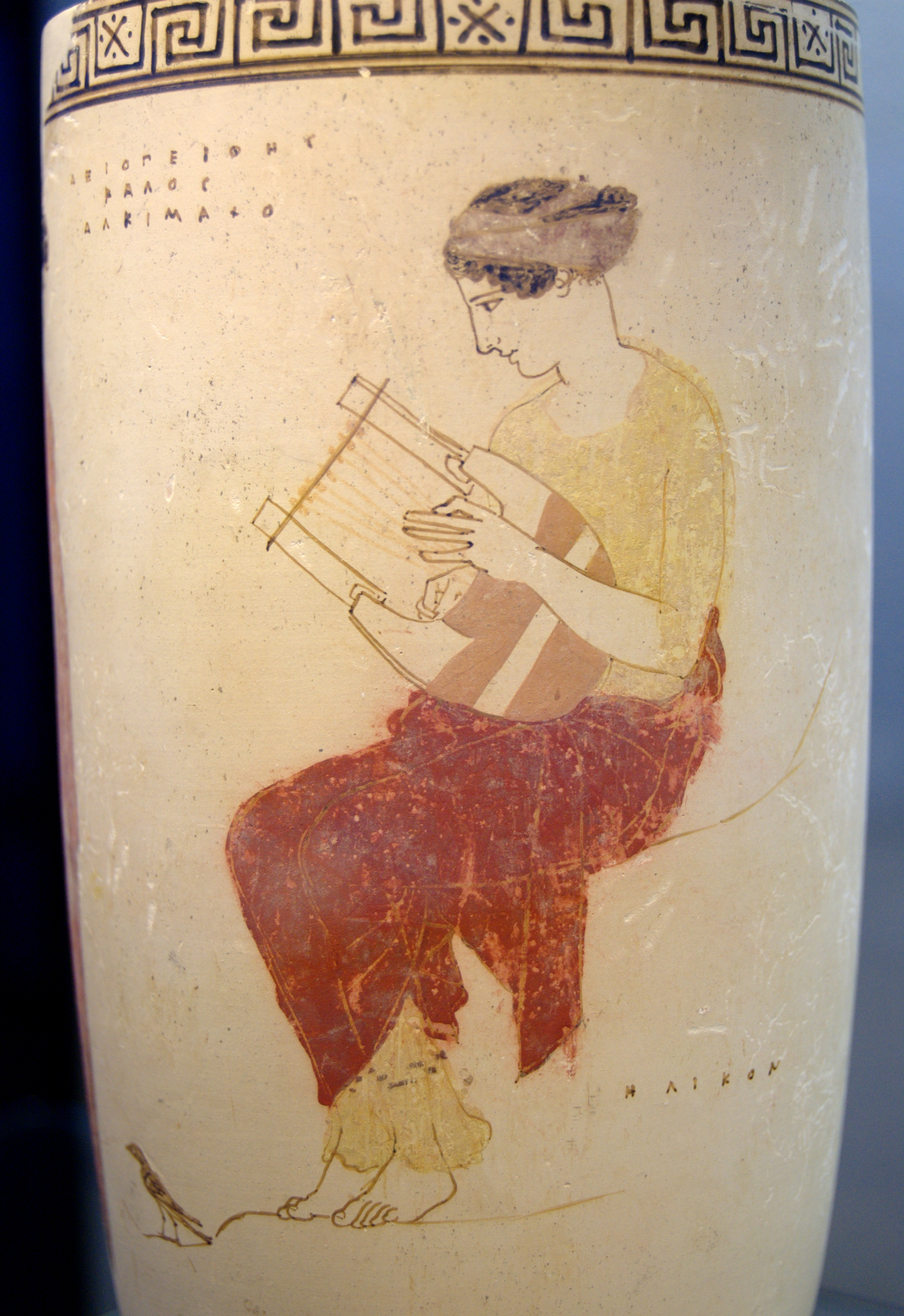
Une Muse tenant une cithare. Lécythe attique à fond blanc. « Peintre d'Achille ». 440-430. Munich

### Fond blanc
Les peintures à fond blanc se sont multipliées pendant la période et apparaissent au fond de quelques coupes, sur les médaillons, et surtout sur les lécythes qui sont déposés, en principe, sur ou dans les tombes. Quand ils ont été protégés, leur décor, fragile et polychrome, porte des scènes, pour l'essentiel, plus ou moins funèbres et où la grande peinture disparue semble évoquée. 
Jusqu'en pleine époque hellénistique les archaïsmes persistent dans le centre de production athénien, comme le recours à la figure noire pour les amphores panathénaïques. Avec des moyens plus réduits, la peinture polychrome sur céramique témoigne d'un savoir commun entre ces artistes et les céramistes-peintres (ou des peintres spécialisés en céramique), comme à Tanagra en Béotie, avec les figurines en terre cuite qui ont pris le nom de Tanagra, voire à Centuripe, en Italie du Sud, avec des bases funéraires à la polychromie fragile. Lointains souvenirs des grandes peintures grecques.

## Fabrication

### Matériaux
Si la céramique grecque a pour matériau de base l'argile, toutes les argiles ne sont pas identiques. Ainsi, celle d'Athènes est riche en oxyde de fer (Fe2O3) : à la cuisson, elle prend une belle couleur rouge orangé. Celle de Corinthe, dépourvue d'oxyde de fer, a une teinte plus blanchâtre. Ces différences permettent, par une analyse chimique, de déterminer l'origine de tels ou tels vases : ainsi, on a pu montrer que le groupe d'hydries de Hadra utilisées à Alexandrie, à l'époque hellénistique, comme urnes funéraires avaient été fabriquées non pas en Égypte, comme on le pensait, mais en Crète.
L'argile est extraite de carrières ou de puits d'argile, puis purifiée par lavage pendant plusieurs semaines : elle est mise à tremper dans de grands bassins où les particules fines remontent à la surface et sont récupérées. Cette étape permet d'éliminer les impuretés qui risqueraient de provoquer l'éclatement à la cuisson. L'argile est ensuite séchée au soleil puis découpée en blocs. Ceux-ci sont ensuite entreposés pendant quelque temps (sous un linge pour qu'ils ne pourrissent pas), pour qu'ils acquièrent leurs qualités plastiques.

### Façonnage

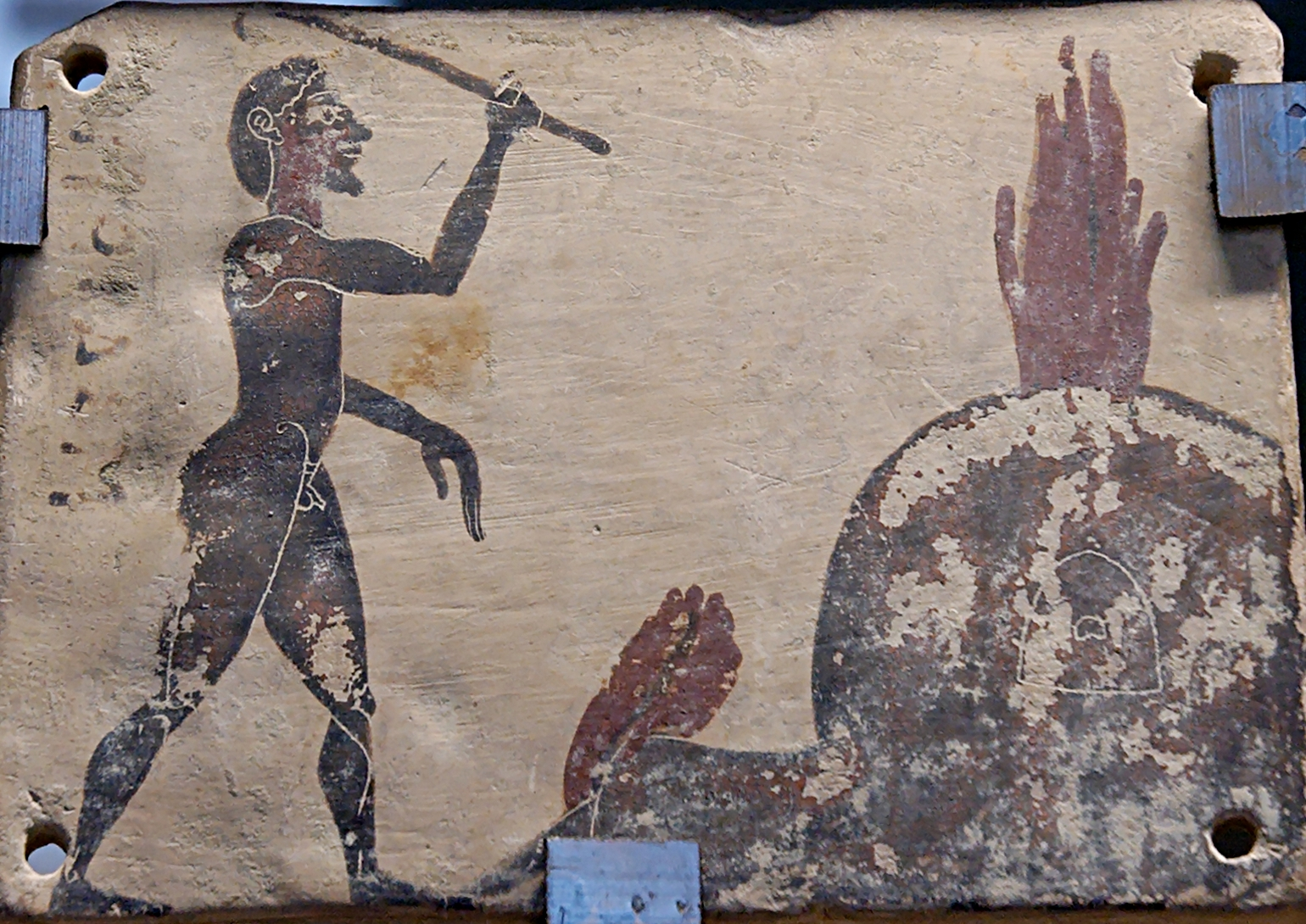
Le potier à son four, plaque de style corinthien découverte à Penteskouphia, v. 575--550, musée du Louvre

Au moment de fabriquer un vase, le potier malaxe la pâte pour en expulser les bulles d'air avant de la travailler sur un tour (invention proche-orientale arrivée en Grèce au IIe millénaire av. J.-C.), actionné par le potier lui-même ou par un assistant. Les petits vases peuvent être montés en une seule fois, mais les pièces de plus grande taille sont constituées de plusieurs parties qui sont ensuite assemblées à la barbotine (argile délayée à l'eau récupérée des bassins de purification). Il en va de même pour les anses ou les pieds ; les vases plastiques sont moulés.
Une fois le vase façonné, il est mis à sécher. Il est ensuite prêt à être peint, selon une technique qui varie suivant le style employé. De manière générale, le peintre joue sur le contraste de couleur entre la couleur rouge de l'argile et un enduit de couleur noire.

### Coloration à l'enduit
Pour ce qui est de la céramique attique à figures noires ou à figures rouges, un procédé spécial est utilisé à partir de la période protogéométrique. Au moment de la purification de l'argile par décantation, et alors qu'on le débarrasse des particules gênantes (impuretés), on récupère l'eau qui a servi et est saturée en argile, appelée barbotine. Le verbe qui désigne cette action est léviger ; cette argile plus raffinée est lévigée. C'est cette argile fine en suspension dans l'eau qui va être utilisée pour dessiner les motifs et c'est avec la cuisson que ces dessins vont ressortir sur le fond de la couleur de l'argile brute.
L'argile est donc utilisée comme une peinture, avec la subtilité que peuvent apporter des rehauts de blanc ou de violacé, à l'argile, et d'éventuelles incursions. Mais à l'époque hellénistique des rehauts de peinture a-tempera ont pu être posés après cuisson sur une céramique à figures rouges. La qualité de la barbotine noire produit après cuisson un beau lustre noir, « d'un noir intense et brillant, sans que sa surface soit réfléchissante au point d'éclipser le détail et le contraste ». La plus grande dilution du noir permet d'obtenir un ton, comme un lavis, plus clair, mais a tendance à prendre une légère couleur dorée à la cuisson ; elle sert en particulier au dessin de l'anatomie, à l'époque archaïque et classique. Cependant, la céramique à figures noires présente aussi, très souvent dans la céramique de style protocorinthien et corinthien, des détails incisés et des rehauts de couleur à l'argile, blanche, rouge ou violacée tracés ou déposés avant cuisson.
Les peintures étaient posées à l'aide de brosses en soie. « On peignait de larges surfaces en faisant tourner lentement le vase sur le tour ; les figures étaient exécutées le vase tenu à la main ».
Cependant, à la fin de l'Antiquité grecque, quelques rehauts de couleur « a tempera » peuvent être ajoutés après la cuisson. Leur extrême fragilité les destine aux dépôts funéraires. Cette pratique, polychrome a tempera sans autre type de décor, est bien attestée à l'époque hellénistique, en particulier en Sicile, à Centuripe.

### Cuisson
Une fois la peinture sèche, le peintre laisse la main au potier pour la cuisson, opération délicate, composée de trois étapes :
1. Cuisson en atmosphère oxydante (four chargé en bois, évents ouverts pour laisser passer le dioxygène) aux alentours de 800 °C : le vase est entièrement rouge.
2. Cuisson en atmosphère réductrice (évents fermés) aux alentours de 950 °C, avec adjonction de végétaux ou de bois vert dans le feu pour provoquer de la fumée, puis la température est abaissée à 900 °C. Le monoxyde de carbone ainsi dégagé par la combustion incomplète des végétaux, composé réducteur, permet de réduire l'oxyde ferrique (Fe2O3) en oxyde ferreux (FeO) ou en magnétite (Fe3O4) de couleur noire : le vase est entièrement noir et la partie badigeonnée à l'enduit noir (crème potassique) se « vitrifie », devenant imperméable.
3. Refroidissement en atmosphère oxydante (évents du four ouverts) toujours vers 900 °C : le dioxygène de l'air permet d'oxyder l'oxyde ferreux en oxyde ferrique pour les parties non enduites, qui deviennent rouges (la magnétite se change en hématite); les parties enduites, préalablement devenues imperméables, restent noires.

La cuisson est relativement simple dans son principe mais requiert attention et expérience : nous connaissons un certain nombre de vases mal cuits, soit franchement ratés, soit présentant de petites imperfections dues à un contact intempestif avec un vase voisin. Généralement, ces défauts n'empêchent pas la commercialisation du vase.

## Typologie des vases
Les Grecs possèdent une multitude de récipients, aux formes variables dans le temps et dans l'espace, certains disparaissant au fil du temps. Les notions de mesure et de standardisation interviennent dans la production. Mais les proportions n'ont pas été constantes. Les vases sont généralement affectés à un usage particulier : une amphore sert plutôt à transporter des liquides, spécialement de l'huile d'olive — une hydrie, comme son nom l'indique, est un pichet à eau. Pour des besoins de classement, on distingue désormais ces différents récipients suivant leur forme en leur donnant des noms précis : un vase sera classé comme aryballe ou alabastre, alors que les Grecs étaient probablement beaucoup moins stricts dans leurs appellations.
La vaisselle est généralement dépourvue de décor et le plus souvent non façonnée au tour : ustensiles de cuisine, récipients de stockage (mais les grandes amphores des ateliers insulaires du VIIIe au VIe siècle possédaient des décors à reliefs, estampés, de même que diverses petites poteries non peintes du IXe au VIe siècle.